# Juventus Turin
Der Juventus Football Club, kurz Juventus FC oder Juve, im deutschsprachigen Raum allgemein bekannt als Juventus Turin, ist ein 1897 gegründetes italienisches Fußballunternehmen aus der piemontesischen Hauptstadt Turin.
Weitere Bezeichnungen sind La Vecchia Signora („Die alte Dame“) und I Bianconeri („Die Weiß-Schwarzen“).
Juventus Turin zählt zu den erfolgreichsten Fußballvereinen der Welt und ist mit offiziell 36 gewonnenen Scudetti Rekordmeister sowie mit 15 Coppa-Italia-Siegen Rekordpokalsieger Italiens. Die Heimspielstätte des Vereins ist das 2011 eröffnete Juventus Stadium (offiziell Allianz Stadium).
Der Klub ist eines von drei an der Borsa Italiana notierten italienischen Fußballunternehmen.

## Geschichte

### Anfänge (1897–1923)

Juventus FC (1898)

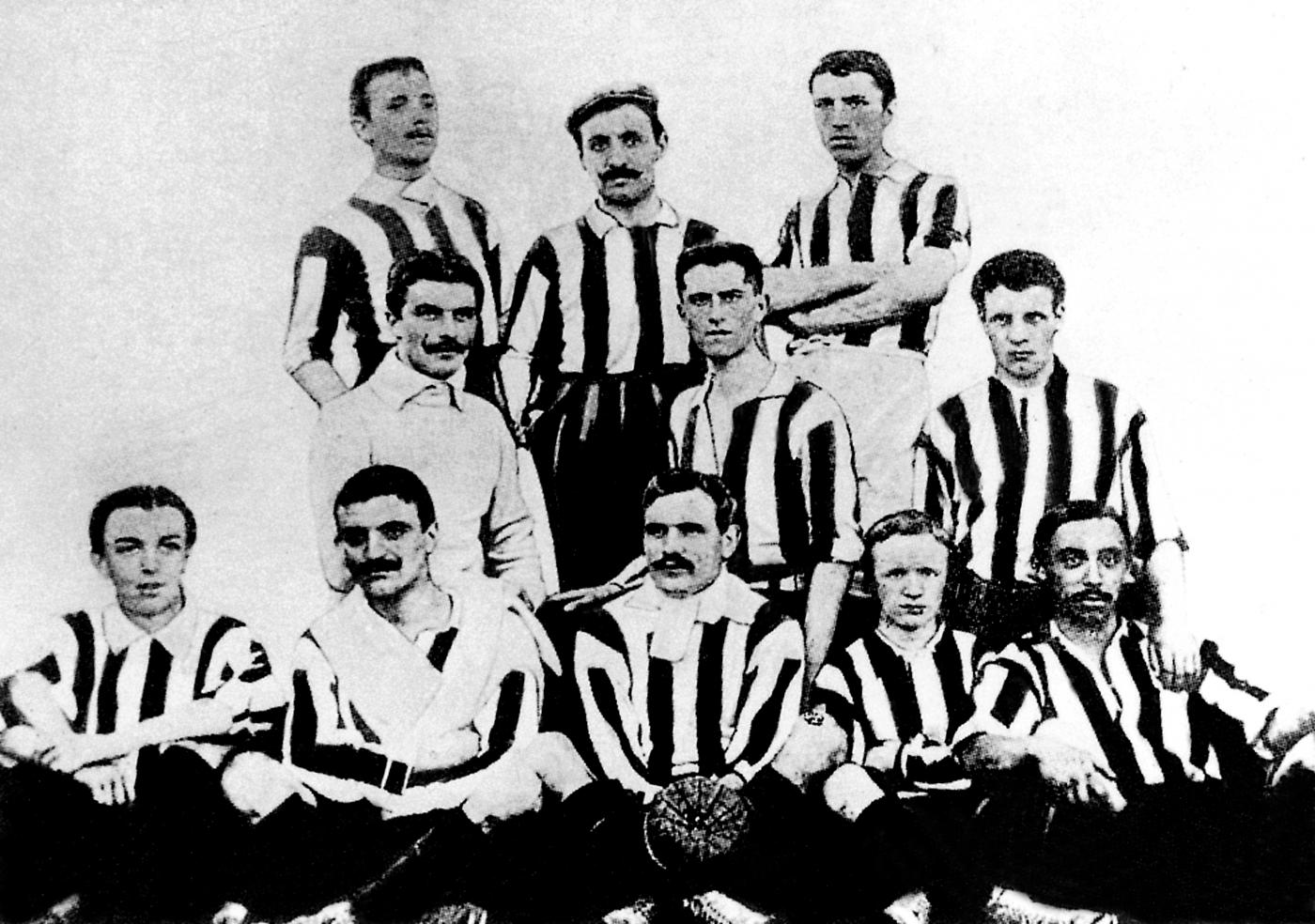
Die Meistermannschaft von Juventus Turin im Jahr 1905

Der Juventus Football Club wurde 1897 von 13 Schüler des Turiner Massimo-d’Azeglio-Gymnasiums als Sport-Club Juventus gegründet. Die Gründer des Vereins waren namentlich die Brüder Enrico und Eugenio Canfari, Gioacchino und Alfredo Armano, Francesco Daprà, Domenico Donna, Carlo Ferrero, Luigi Forlano, Luigi Gibezzi, Umberto Malvano, Enrico Piero Molinatti, Umberto Savoia und Carlo Vittorio Varetti. Eugenio Canfari fungierte als erster Präsident. 1898 folgte die Umbenennung in Foot-Ball Club Juventus (Juventus lateinisch für „Jugend“).
Seit 1900 spielt Juventus in der italienischen Meisterschaft, die 1905 mit einem unerwarteten Erfolg über den damaligen Serienmeister CFC Genua erstmals gewonnen wurde. In den folgenden Jahren gelang es den Turinern nicht, an diesen Erfolg anknüpfen.

### Beginn des Engagements mit Edoardo Agnelli (1923–1970)
Die Wende kam im Jahre 1923, als am 24. Juli Edoardo Agnelli, Sohn des Fiat-Mitbegründers Giovanni Agnelli senior und Vater des berühmten Giovanni Agnelli, eine Partnerschaft mit dem Verein einging und als Sponsor fungierte. Seither ist die Geschichte des Vereins untrennbar mit der Agnelli-Familie verbunden. Noch im selben Jahr wechselte Virginio Rosetta für damals 50.000 Italienische Lire von der US Pro Vercelli zu Juventus – der erste dokumentierte professionelle Spielertransfer. Dies stellte zugleich den Beginn des (italienischen) Profifußballs dar. Die Mannschaft wurde schon bald weiter verstärkt und feierte 1926 den zweiten Meistertitel. Schnell avancierte Juventus zum Seriensieger. Zwischen 1931 und 1935 folgten fünf Titel in Folge, diese Zeit ging als Quinquennio d’Oro in die Klubgeschichte ein. 1933 spielte Juventus erstmals im Stadio Comunale.
Schwere Rückschläge folgten jedoch bald. 1935 kam Edoardo Agnelli bei einem Flugzeugabsturz ums Leben und der Zweite Weltkrieg zog wenige Jahre später seine Verwüstungsspuren durch Europa. Sportlich war zu jener Zeit der Lokalrivale AC Turin die dominierende Mannschaft der Stadt. 1947 übernahm Giovanni Agnelli die Präsidentschaft im Verein. Seine Arbeit wird weniger mit den zwei folgenden Meistertiteln, als vielmehr mit der Verpflichtung des Stürmers Giampiero Boniperti in Verbindung gebracht.
Giovanni Agnelli zog sich schon bald als kommissarischer Klubpräsident zurück und überließ seinem Bruder Umberto den Posten. Unter dessen Führung folgte der zehnte Titel und damit der erste Meisterstern.
Am 1. Oktober 1958 musste der Verein eine der höchsten Niederlagen in der ersten Runde des Europapokals der Landesmeister hinnehmen. Gegen den österreichischen Verein Wiener Sport-Club schied Juventus als Favorit trotz eines 3:1-Heimsieges mit einer 0:7-Auswärtsniederlage aus.
In der Saison 1960/61 kam es zu einer umstrittenen Meisterschaft: Am 16. April 1961 fand im Stadio Comunale ein Derby d’Italia gegen Inter statt, das die Meisterschaft entscheiden sollte. Nach einem Pfostenschuss der Mailänder kam es unter den Zuschauern des überfüllten Stadions zu Unruhen, die den Schiedsrichter dazu veranlassten, das Spiel abzubrechen. Der Sieg wurde Inter zugesprochen und die Mailänder übernahmen die Tabellenführung. Nach einem Einspruch von Juventus entschied der Verband jedoch am 3. Juni 1961, einen Spieltag vor Ende der Meisterschaft, ein Wiederholungsspiel anzusetzen. Besondere Brisanz hatte die Entscheidung deshalb, da Umberto Agnelli nicht nur Präsident von Juventus, sondern damals auch des Italienischen Fußballverbandes war. Die Vereinsführung von Inter war über die Vorgänge so wütend, dass sie beschloss, die Jugendmannschaft bei dem Spiel antreten zu lassen. Juventus gewann mit 9:1 und damit auch den Titel. Omar Sívori, im selben Jahr zu Europas Fußballer des Jahres gekürt, erzielte in diesem Spiel sechs Treffer.

### Die Ära Boniperti (1971–1990)
| Saisondaten 1970–1990                                                                    |           |       |        |
| Saison                                                                                   | Platz     | Tore  | Punkte |
| 1970/71                                                                                  | 4         | 41:30 | 35:25  |
| 1971/72                                                                                  | 1         | 48:24 | 43:17  |
| 1972/73                                                                                  | 1         | 45:22 | 45:15  |
| 1973/74                                                                                  | 2         | 50:25 | 41:19  |
| 1974/75                                                                                  | 1         | 49:19 | 43:17  |
| 1975/76                                                                                  | 2         | 46:26 | 43:17  |
| 1976/77                                                                                  | 1 (UP)    | 50:20 | 51:09  |
| 1977/78                                                                                  | 1         | 46:17 | 44:16  |
| 1978/79                                                                                  | 3 (P)     | 40:23 | 37:23  |
| 1979/80                                                                                  | 2         | 42:25 | 38:22  |
| 1980/81                                                                                  | 1         | 46:15 | 44:16  |
| 1981/82                                                                                  | 1         | 48:14 | 46:14  |
| 1982/83                                                                                  | 2 (P)     | 49:26 | 39:21  |
| 1983/84                                                                                  | 1 (PP)    | 57:29 | 43:17  |
| 1984/85                                                                                  | 5 (PL)    | 48:33 | 36:24  |
| 1985/86                                                                                  | 1         | 43:17 | 45:15  |
| 1986/87                                                                                  | 2         | 42:27 | 39:21  |
| 1987/88                                                                                  | 6         | 35:30 | 31:29  |
| 1988/89*                                                                                 | 4         | 51:36 | 43:25  |
| 1989/90                                                                                  | 4 (P, UP) | 56:36 | 44:24  |
| Grün unterlegt: Gewinn der Meisterschaft * Aufstockung der Serie A von 16 auf 18 Vereine |           |       |        |

1971 stieg Giampiero Boniperti, nachdem er im Anschluss an seine aktive Karriere zehn Jahre lang im Management des Klubs gearbeitet hatte, zum Präsidenten auf. In die Präsidentschaft Bonipertis fielen dann auch die ersten internationalen Erfolge: UEFA-Pokal (1977), Pokal der Pokalsieger (1984) und Pokal der Landesmeister (1985). Damit stieg der Juventus endgültig in die Riege der europäischen Großvereine auf. Boniperti verpflichtete eine ganze Reihe erfolgreicher Trainer und Spieler, darunter etwa Trainer Giovanni Trapattoni sowie einige der bedeutendsten Spieler der damaligen Zeit: Michel Platini, Dino Zoff, Paolo Rossi, Roberto Bettega, Gaetano Scirea und Fabio Capello. Letzterer kehrte 2004 als Trainer zu Juventus zurück.
Im Jahr des großen Erfolges 1985 kam es im Endspiel allerdings zu einer Tragödie. Im Endspiel um den Pokal der Landesmeister erwartete Juventus am 29. Mai 1985 als Gegner den englischen Meister FC Liverpool. Im Heysel-Stadion in Brüssel sahen sich italienische und englische Fans bereits vor Spielbeginn mit gegenseitigen Provokationen konfrontiert. Eine größere Anzahl englischer Hooligans stürmte schließlich etwa eine Stunde vor Spielbeginn den „Sektor Z“ des Heysel-Stadions, in dem eigentlich neutrale Fans hätten sitzen sollen, tatsächlich aber hauptsächlich italienische Fans waren. Diese verließen daraufhin in Panik fluchtartig den Block, wobei einige Personen zu Tode getrampelt wurden, andere an den Zäunen und Mauern zerquetscht wurden. Dabei stürzte auch ein Teil der Mauern des baufälligen Stadions ein und begrub weitere Fans unter sich. Insgesamt starben an jenem Tag 39 Menschen, über 400 wurden verletzt. Die Katastrophe, die durch die englischen Fans ausgelöst wurde, veranlasste die UEFA zu drakonischen Strafen. So durften englische Vereine fünf, der FC Liverpool sogar sieben Jahre lang nicht an internationalen Wettbewerben teilnehmen. Das Spiel selbst wurde dann, um weitere Ausschreitungen zu vermeiden, dennoch angepfiffen und durch einen umstrittenen Elfmeter von Michel Platini zugunsten von Juventus entschieden.
Im April 2005 trafen die beiden Vereine erstmals seit 1985 wieder aufeinander. Am Rande des Rückspiels des Champions-League-Viertelfinales in Turin kam es rund um das Stadion zu schweren Ausschreitungen durch italienische Hooligans, die Rache für Heysel geschworen hatten.

### Entwicklungen 1990–2006
| Saisondaten 1990–2006 |        |       |        |                  |
| Saison | Platz  | Tore  | Punkte | Zuschauerschnitt |
| 1990/91 | 7      | 45:32 | 37:31  | 44.272           |
| 1991/92 | 2      | 45:22 | 48:20  | 49.083           |
| 1992/93 | 4 (UP) | 59:47 | 39:29  | 40.551           |
| 1993/94 | 2      | 58:25 | 47:21  | 40.083           |
| 1994/95* | 1 (P)  | 59:32 | 73     | 46.977           |
| 1995/96 | 2 (CL) | 58:35 | 65     | 35.067           |
| 1996/97 | 1      | 51:24 | 65     | 34.719           |
| 1997/98 | 1      | 67:28 | 74     | 42.116           |
| 1998/99 | 6      | 42:36 | 54     | 47.338           |
| 1999/2000 | 2      | 46:20 | 71     | 43.941           |
| 2000/01 | 2      | 61:27 | 73     | 37.453           |
| 2001/02 | 1      | 64:23 | 71     | 40.228           |
| 2002/03 | 1      | 64:29 | 72     | 39.771           |
| 2003/04 | 3      | 67:42 | 69     | 34.610           |
| 2004/05** | 1***   | 67:27 | 86     | 28.157           |
| 2005/06 | 1***   | 71:24 | 91     | 30.004           |
| Grün unterlegt: Gewinn der Meisterschaft Rot unterlegt: Zwangsabstieg in die Serie B * Umstellung von 2- auf 3-Punkte-Regel ** Aufstockung der Serie A von 18 auf 20 Vereine *** Aberkennung der Titel infolge des Manipulationsskandals |        |       |        |                  |

1990 erfolgte der Wechsel in das ungeliebte Stadio delle Alpi und weitere große internationale Erfolge. Kurz vor dem Umzug zog sich Boniperti als Präsident zurück, er ist seitdem Ehrenpräsident des Klubs.
Von dem extra für die Fußball-Weltmeisterschaft 1990 errichteten Stadion war man in Turin, auch beim Lokalrivalen Torino Calcio, allerdings wenig begeistert. Architektonische Mängel sind der Hauptgrund dafür, dass das Stadion von den Fans nie akzeptiert wurde. Das Spielfeld ist aus den hinteren Reihen an manchen Stellen kaum einsehbar und bis zu 162 Meter entfernt. Offiziell hatte es eine Kapazität von über 70.000 Sitzplätzen, aufgrund von Restriktionen der Verbände UEFA und FIFA war die tatsächliche Auslastung jedoch bei etwa 60.000 Zuschauern erreicht. Im Übrigen war es als Multifunktionsstadion gebaut worden, nutzbar auch für Leichtathletik-Veranstaltungen. Tatsächlich wurde es bis zum heutigen Tag nur ein einziges Mal, im Jahr 1993, auch so genutzt.
Bereits Mitte der 90er Jahre verschärften sich die Spannungen zwischen dem Verein und der Stadtverwaltung wegen der Konzession für das Stadion. 1995 beschloss die Vereinsführung, nachdem man sich bezüglich der Mietkosten nicht hatte einigen können, die anstehenden Heimspiele im Halbfinale und später im Finale des UEFA-Pokals ins Mailänder Giuseppe-Meazza-Stadion zu verlegen, wo beide Spiele mit jeweils 85.000 Zuschauern restlos ausverkauft waren.

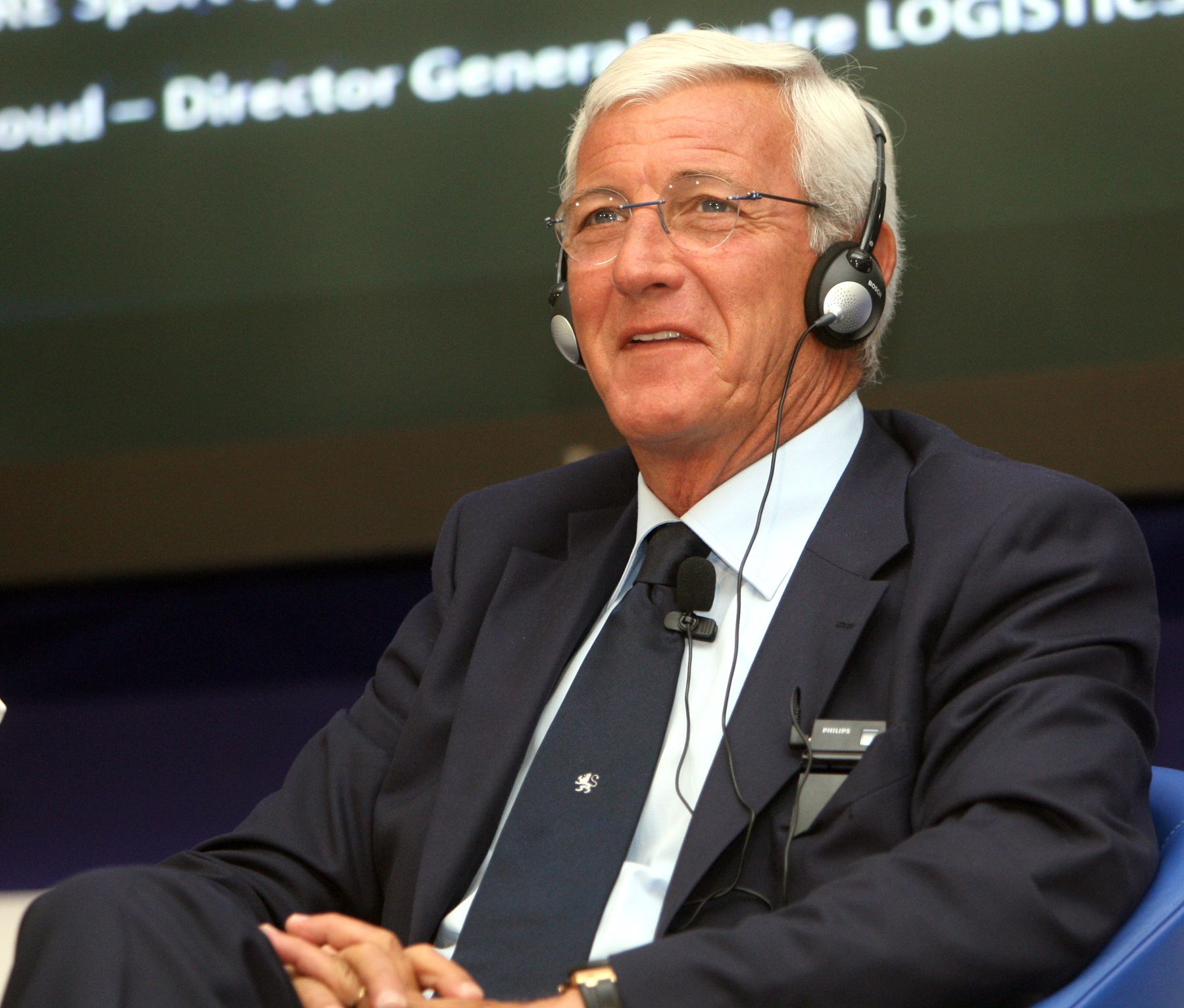
Marcello Lippi

Sportlich waren die 1990er Jahre die erfolgreichste Zeit in der Vereinsgeschichte. Alle großen Titel wurden gewonnen. Unter Trainer Marcello Lippi zog Juventus drei Jahre nach dem dritten UEFA-Pokal-Titel drei Jahre in Folge in das Finale der Champions League ein und gewann dort 1995/96 den zweiten Titel.
Nach der EM 1996 in England wechselte der damals noch relativ unbekannte Zinédine Zidane zu Juve. Der offensive Mittelfeldspieler avancierte in den Jahren bei Juventus zu einem Spieler von Weltformat und erhielt 1998 und 2000 die Auszeichnung FIFA-Weltfußballer des Jahres. Für die in der Geschichte des Fußballs zu diesem Zeitpunkt höchste Transfersumme von 71,6 Millionen Euro wechselte Zidane schließlich 2001 zu Real Madrid.
Ein weiteres bemerkenswertes Spiel fand Anfang 1999 statt. Als Ende 1998 der umstrittene Kurdenführer Abdullah Öcalan in Rom verhaftet wurde, kam dem Champions-League-Spiel zwischen Juventus und Galatasaray Istanbul in der Türkei eine besondere politische Brisanz zu. Trotz der Proteste beider Vereine beharrte UEFA-Präsident Lennart Johansson auf die Einhaltung von Ort und Zeit der Austragung. Nie zuvor wurde eine Mannschaft und ein Fußballspiel in diesem Ausmaß von Polizeikräften gesichert. Das Spiel selbst war unspektakulär, jedoch erzeugte das Drumherum ein gewaltiges Medieninteresse. Über eine Milliarde Zuschauer aus 24 Ländern verfolgten den Rummel um das Spiel aufgrund der prekären politischen Situation. Doch innerhalb des von 22.500 Polizisten bewachten Stadions und am Rande des Spiels gab es weder Ausschreitungen noch Krawalle.
Ende 2001 ging Juventus als dritter italienischer Verein an die Börse. Nach den beiden römischen Vereinen AS Rom und Lazio Rom bot auch Juventus Anteile zum freien Handel an der Borsa Italiana. Etwa 35 Prozent des Gesellschaftskapitals werden seitdem gehandelt. Mehrheitseigentümer ist weiterhin die Familie Agnelli, deren Finanz-Holding Exor über 60 % der Anteile hält.
Nach dem Börsengang wurde eine Einigung mit der Stadtverwaltung erzielt. Mit dem gewonnenen Kapital wurde das Stadion für 25 Millionen Euro von der Stadt Turin aufgekauft und ging in den Besitz des Vereins über. Somit ermöglichten sich die Pläne des Vereins das alte Stadio delle Alpi abzureißen und an gleicher Stelle das geplante Juventus Stadium zu errichten, ein reines Fußballstadion für maximal 42.000 Zuschauer.

#### Dopingermittlungen 2004
Im Jahr 2004 beschäftigten die Medien eine Dopingaffäre rund um die Mannschaft von Juventus. Der Vereinsarzt Riccardo Agricola stand neben Geschäftsführer Antonio Giraudo wegen mutmaßlichem systematischen Dopings vor Gericht. Auslöser waren Dopingvorwürfe von Zdeněk Zeman, der den Spielern von Juventus, insbesondere Del Piero, 1998 „unnatürliche Muskelzuwächse“ unterstellt hatte. Verhandelt wurde der Vorwurf systematischem Blutdopings durch Verabreichen von EPO an zahlreiche Spieler zwischen 1994 und 1998. Die Vorwürfe richteten sich vor allem gegen die ehemaligen Mittelfeldspieler Antonio Conte und Alessio Tacchinardi. Auffällig war auch Deschamps; der „einen Hämatokriten von über 51 Prozent – zwölf Prozent mehr als ein Jahr davor“ aufwies. Das Gericht verurteilte im November 2004 schließlich den Mannschaftsarzt Riccardo Agricola in erster Instanz zu einer Haftstrafe von einem Jahr und zehn Monaten, während der Geschäftsführer Antonio Giraudo von den Vorwürfen freigesprochen wurde. In zweiter Instanz wurde Agricola vom Vorwurf des Blutdopings freigesprochen da zu dem Zeitpunkt Doping in Italien noch nicht strafbar war. Er wurde allerdings wegen „des Handels mit und Verteilens von illegalen leistungsfördernden Substanzen“ für schuldig befunden. Der Freispruch Giraudos wurde bestätigt.

### Manipulationsskandal 2005/06
| Saisondaten 2006–2011                           |       |       |        |                  |
| Saison                                          | Platz | Tore  | Punkte | Zuschauerschnitt |
| 2006/07                                         | 1     | 83:30 | 85     |                  |
| 2007/08                                         | 3     | 72:37 | 72     | 20.872           |
| 2008/09                                         | 2     | 69:37 | 74     | 21.077           |
| 2009/10                                         | 7     | 55:56 | 55     | 23.187           |
| 2010/11                                         | 7     | 57:47 | 58     | 22.958           |
| Orange unterlegt: Gewinn der Serie B & Aufstieg |       |       |        |                  |

Im Frühjahr 2006 wurden Abhörprotokolle bekannt, nach denen sich unter anderem der damalige Manager des Vereins, Luciano Moggi, mit verschiedenen Funktionären des Italienischen Fußballverbandes unterhalten hatte. Für die Staatsanwaltschaft lag damit auf der Hand, dass Moggi die Saison 2004/05 manipuliert und Juve damit die Meisterschaft gleichsam erkauft hatte. Nachdem die Staatsanwaltschaft die Ermittlungen aufgenommen hatte, trat im Mai 2006 der gesamte Vorstand des Vereins um Moggi und Antonio Giraudo, der am 14. Dezember 2009 in dieser Sache zu drei Jahren Haft verurteilt wurde, sowie der Präsident des Italienischen Fußballverbands, Franco Carraro, zurück. Ungeachtet der Ermittlungen gewann Juventus am darauf folgenden Wochenende sein Spiel gegen Reggina Calcio und somit eigentlich seinen 28. Scudetto.
Am 14. Juli 2006 erfolgte jedoch der erste Urteilsspruch des Italienischen Fußballverbandes, wonach der Verein die Meistertitel der Spielzeiten 2004/05 und 2005/06 verlor. Die genaue Bezeichnung des Vergehens lautete „strukturierter Sportbetrug“. Außerdem wurde Juve dazu verurteilt, die Saison 2006/07 in der Serie B zu spielen und mit 30 Minuspunkten zu starten. Die Vereinsführung legte sofort Berufung ein und der Berufungsausschuss reduzierte später die ursprüngliche Strafe, indem man die vorgesehenen Strafpunkte für die kommende Saison von 30 auf 17 herabsetzte. Das Urteil wurde allgemein mit großem Unmut aufgenommen, da man im Gegensatz zu den anderen verwickelten Großklubs AC Mailand, AC Florenz und Lazio Rom, die nur mit Punktabzug belegt wurden, absteigen musste. Die Vereinsführung um den neuen Präsidenten Giovanni Cobolli Gigli hatte sich zum Ziel gesetzt, solange zu kämpfen, bis der Zwangsabstieg revidiert wird. Man wollte deshalb vor dem Verwaltungsgericht Tribunale Amministrativo del Lazio (TAR) weiter gegen das Urteil vorgehen. Dies hätte bedeutet, dass man die Ebene der Sportgerichtsbarkeit verlassen hätte und vor ein Zivilgericht gezogen wäre. Daraufhin schaltete sich FIFA-Präsident Sepp Blatter ein und drohte dem Italienischen Fußballverband für diesen Fall drakonische Strafen an, bis hin zu einem Startverbot für italienische Vereine im Europapokal.
Die Vereinsführung wollte das Urteil erst nicht akzeptieren, entschied am 31. August 2006 jedoch, unter den Bedingungen des Collegio Arbitrale der Coni, dem Nationalen Olympischen Komitee Italiens (Comitato Olimpico Nazionale Italiano), noch einmal angehört zu werden, keine Berufung einzulegen und das Urteil der Sportsgerichtsbarkeit zu akzeptieren.
Am 11. Oktober 2006 fand dann die letzte Anhörung statt, am 27. Oktober 2006 erfolgte der Urteilsspruch, wonach Juve noch einmal acht Minuspunkte erlassen wurden.
Infolge des Zwangsabstieges verließen einige Leistungsträger wie Fabio Cannavaro, Gianluca Zambrotta, Lilian Thuram, Zlatan Ibrahimović und Patrick Vieira den Verein. Die Weltmeister Gianluigi Buffon, Alessandro Del Piero und Mauro Camoranesi sowie der französische Stürmer David Trezeguet und der Tscheche Pavel Nedvěd blieben dem Verein treu. Der neue Trainer Didier Deschamps stellte mit einer Mischung aus erfahrenen Stars und jungen Spielern eine Mannschaft zusammen, die nach einem Unentschieden im Auftaktspiel in Rimini mit acht Siegen in Folge in die Saison startete und als größter Favorit für den Aufstieg in die Serie A galt. Dieser Rolle wurde der italienische Rekordmeister gerecht und gewann erstmals in der Vereinsgeschichte auch die Serie-B-Meisterschaft. Trotzdem entschieden sich Vorstand und Trainer Deschamps für ein Ende der Zusammenarbeit. Zur Saison 2007/08 übernahm Claudio Ranieri den Trainerposten.

### Serienmeister und Champions-League-Finalist (2011–2020)

#### Rückkehr zu alter Stärke (2011–2014)
| Saisondaten 2011–2020                    |       |       |        |                  |
| Saison                                   | Platz | Tore  | Punkte | Zuschauerschnitt |
| 2011/12                                  | 1     | 68:20 | 84     | 37.570           |
| 2012/13                                  | 1     | 71:24 | 87     | 38.646           |
| 2013/14                                  | 1     | 80:23 | 102    | 37.318           |
| 2014/15                                  | 1 (P) | 72:24 | 87     | 38.553           |
| 2015/16                                  | 1 (P) | 75:20 | 91     | 38.663           |
| 2016/17                                  | 1 (P) | 77:27 | 91     | 39.489           |
| 2017/18                                  | 1 (P) | 86:24 | 95     | 38.948           |
| 2018/19                                  | 1     | 70:30 | 90     | 39.193           |
| 2019/20                                  | 1     | 76:43 | 83     | 25.062           |
| Grün unterlegt: Gewinn der Meisterschaft |       |       |        |                  |

Nachdem zu Beginn der Spielzeit 2011/12 mit Antonio Conte ein neuer Trainer verpflichtet worden war, fand Juventus Turin endgültig in die Erfolgsspur zurück und spielte zudem offensiven und ansehnlichen Fußball. Unter Conte absolvierte man die Saison ohne Niederlage und wurde souverän Meister. Zudem wurde am 8. September 2011 das neu erbaute Juventus Stadium eröffnet. Außerdem qualifizierte man sich erstmals seit der Saison 2008/09 wieder für die Gruppenphase der Champions League. Auch in der Coppa Italia feierte man Erfolge, erst im Pokalfinale unterlag man dem SSC Neapel mit 0:2. Nach dieser Saison verließ Vereinslegende und Rekordspieler Alessandro Del Piero den Klub nach 19 Jahren.
Zu Beginn der Saison 2012/13 siegte man in Peking gegen die SSC Neapel im Supercup mit 4:2 n. V. und holte den zweiten Titel des Jahres. Am 5. Mai 2013 gewann Juventus mit einem 1:0-Sieg gegen den US Palermo die insgesamt 29. italienische Meisterschaft. Fans und Spieler feierten allerdings mit der Zahl 31, da Anhänger und Verein noch immer die beiden durch den Manipulationsskandal verlorenen Titel mitzählen.
Auch in der Spielzeit 2013/14 wurde Juventus wieder Meister. Der Scudetto wurde dabei mit einem Rekordwert von 102 Punkten gewonnen. Außerdem wurde im August 2013 die Supercoppa erneut gewonnen. Im Pokal kam man bis ins Viertelfinale, wo man an der AS Rom scheiterte. In der Champions League beendete man die Gruppenphase auf dem dritten Platz, worauf es für die Turiner in die Europa League ging. Dort kam man bis ins Halbfinale, wo man an Benfica Lissabon scheiterte. Die Enttäuschung über das Aus in der Europa League war relativ groß bei der Anhängerschaft, da das Finale im heimischen Juventus-Stadion stattfand und die Hoffnung gewesen war, man könne den Europa-League-Titel zuhause gewinnen.

#### Champions-League-Finalist und fortgesetzte Dominanz (2014–2020)

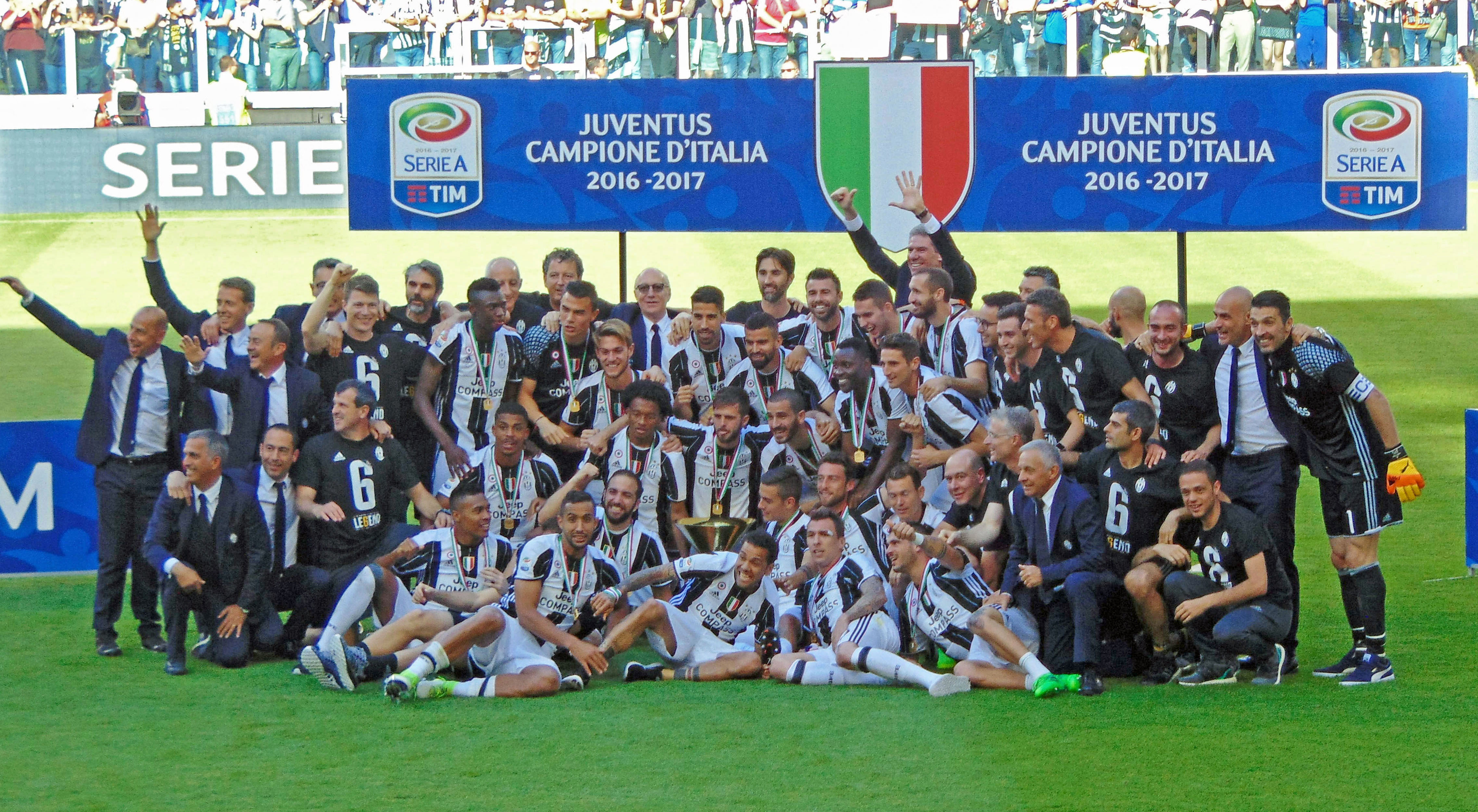
Meistermannschaft der Saison 2016/17

Während der Vorbereitung auf die Spielzeit 2014/15 trennten sich Juventus und Trainer Antonio Conte überraschend aufgrund von Differenzen bei der Personalplanung. Bereits einen Tag später wurde mit Massimiliano Allegri ein neuer Cheftrainer vorgestellt, auch das restliche Trainerteam wurde ausgetauscht. Nach anfänglichen Protesten seitens der Fans gegenüber dem einstigen Milan-Coach bestätigte Allegri durch Erfolge die Entscheidung der Vereinsführung: Mit 17 Punkten Vorsprung wurde man frühzeitig Meister vor der AS Rom, im Finale der Coppa Italia bezwang man zudem Lazio Rom mit 2:1 nach Verlängerung und machte das nationale Double perfekt. In der Champions League zog man nach einer durchwachsenen Gruppenphase durch Siege gegen Borussia Dortmund im Achtel- und die AS Monaco im Viertelfinale ins Halbfinale ein. Dort wurde der zehnfache Titelträger und Titelverteidiger Real Madrid durch einen 2:1-Heimsieg im Hinspiel und ein 1:1 in Madrid bezwungen. Somit wurde erstmals nach 12 Jahren wieder das Endspiel eines europäischen Wettbewerbs erreicht. Beim Finale in Berlin war der Gegner mit dem FC Barcelona erneut eine spanische Mannschaft. Einen frühen 0:1-Rückstand glich Juventus zwar in der zweiten Halbzeit durch Álvaro Morata aus, 13 Minuten später ging Barcelona jedoch erneut in Führung und gewann das Spiel mit 3:1.
In der Saison 2015/16 legte man in der Liga den schlechtesten Saisonstart seit 1969 hin. Der Derbysieg am 31. Oktober 2015 gegen den Stadtrivalen FC Turin brachte die Wende. Eine Serie von 15 Siegen in Folge brachte die Mannschaft wieder auf Platz eins. Am 25. April 2016 sicherte man sich dank eines 1:0-Erfolgs der AS Rom gegen den ersten Verfolger SSC Neapel die fünfte Meisterschaft in Serie. Kurz nach dem Gewinn der erneuten Meisterschaft sicherte man sich im Coppa-Italia-Finale gegen die AC Mailand das zweite Double hintereinander. Juventus Turin ist somit der erste italienische Verein, welcher das Double erfolgreich verteidigte. Spieler der Saison waren Gianluigi Buffon, Paul Pogba und Paulo Dybala. In der Champions League schied man im Achtelfinale gegen den FC Bayern München aus. Nach dem 2:2 im Heimspiel führte Juventus beim Rückspiel in München nach einer überzeugenden Leistung bereits frühzeitig mit 2:0. Der FC Bayern rettete sich in der Nachspielzeit jedoch noch in die Verlängerung und erzielte dort zwei weitere Tore zum 4:2-Endstand.
Im Januar 2017 stellte Juventus Turin sein neues Vereinslogo vor. Hauptgrund für die Änderung sei das digitale Zeitalter. Die Vorteile des neuen Clubwappens sind gerade bei mobilen Geräten wie Smartphones und Tablets zu sehen. Das neue Logo sei nun auch auf kleinen Icons gut erkennbar und dies ohne Pixelfehler. Das Logo besteht aus drei Elementen: Ein schwarzes „J“ für Juventus bildet durch einen mit Abstand gesetzten, ebenfalls schwarzen Seitenstreifen den charakteristischen schwarz-weißen Juve-Streifen. Die zwei Elemente haben zusammen die Form eines Schildes, was eine Anspielung auf den Meistertitel in der Serie A, den Scudetto (italienisch für „kleiner Schild“), ist. Über diesen beiden Elementen ist der Schriftzug „Juventus“ eingearbeitet. Das Logo wird auch häufig im Negativ verwendet.
Nach Siegen über den FC Porto, den FC Barcelona und AS Monaco erreichte Juventus in der Saison 2016/17 erneut das Finale der Champions League, in dem man in einer Neuauflage des Endspiels von 1998 auf Real Madrid traf. Den frühen 0:1-Rückstand durch Cristiano Ronaldo glich Mario Mandžukić für Juve zwar innerhalb weniger Spielminuten aus, Juventus unterlag dennoch mit 1:4 deutlich. Damit musste man die siebte Niederlage im neunten Europapokal-der-Landesmeister- bzw. Champions-League-Finale hinnehmen, was den Negativrekord im Wettbewerb darstellt. National gelang unterdessen eine weitere Verteidigung des Doubles. In der Liga erzielte die Mannschaft dabei 91 Punkte und setzte sich damit knapp vor einer starken AS Rom durch, die es auf 87 Punkte brachte. Den Pokal gewann die Alte Dame nach Siegen über Atalanta, AC Mailand und SSC Neapel durch einen 2:0-Finalsieg über Lazio Rom.

### Aktuelle Entwicklungen (seit 2020)
| Saisondaten seit 2020 |       |       |        |                  |
| Saison                | Platz | Tore  | Punkte | Zuschauerschnitt |
| 2020/21               | 4 (P) | 77:38 | 78     | 0                |
| 2021/22               | 4     | 57:37 | 70     | 23.800           |
| 2022/23               | 7     | 56:33 | 62     | 37.672           |
| 2023/24               | 3 (P) | 54:31 | 71     | 39.354           |
| 2024/25               | 4     | 58:35 | 70     | 40.228           |

Am 28. November 2022 trat der Vorstand, inklusive Präsident und Vizepräsident, zurück. Vorübergehend führt Maurizio Scanavino, CEO der GEDI Gruppo Editoriale, als Generaldirektor den Verein. Hintergrund sind die desolate Finanzlage und Ermittlungen der Staatsanwaltschaft wegen des Verdachts der Bilanzfälschung.
Am 20. Januar 2023 wurden dem Verein aufgrund einer Entscheidung des Italienischen Fußballverbandes (FIGC) 15 Punkte abgezogen. Den Turinern wird vorgeworfen, einigen Profis in der Vergangenheit bewusst falsche Marktwerte zugeschrieben zu haben – allein in den Jahren 2018, 2019 und 2020 soll die Vereinsbilanz so um mehr als 100 Millionen Euro beschönigt worden sein. Das FIGC-Sportgericht hatte Juve und andere Vereine wegen dieser Vorwürfe schon einmal freigesprochen – durch neue Erkenntnisse der Staatsanwaltschaft wurde das Verfahren aber wieder aufgenommen. Neben dem Punkteabzug wurden auch die ehemaligen Clubbosse individuell bestraft. Ex-Präsident Andrea Agnelli etwa wurde für zwei Jahre, der ehemalige Vizepräsident Pavel Nedvěd für acht Monate für jegliche Aktivitäten im italienischen Fußball gesperrt. Ex-Geschäftsführer Fabio Paratici erhielt eine Sperre für 30 Monate. Als Folge der Finanzverstöße schloss die UEFA Juventus von der Teilnahme von europäischen Wettbewerben aus und verhängte eine Strafe in Höhe von 20 Millionen Euro, davon zehn Millionen Euro auf Bewährung.

## Spiel- und Trainingsstätten

### Historische Spielstätten

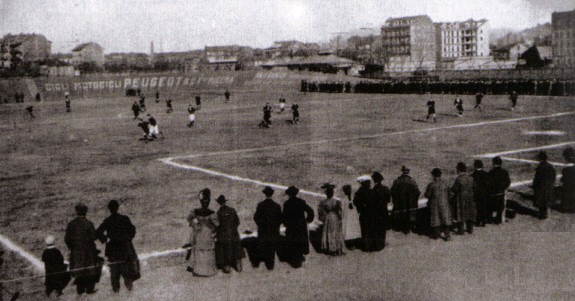
Velodromo Umberto I (1906)

Erste Spielstätte war von 1897 bis 1903 der Campo di Piazza d’armi. Von 1904 bis 1907 nutzte der Verein das Velodromo Umberto I, von 1908 bis 1922 das Stadio di Corso Sebastopoli und von 1922 bis 1934 trug Juventus Turin seine Heimspiele im Stadio di Corso Marsiglia aus. 1934 zog Juventus in das ein Jahr zuvor erbaute Stadio Comunale. Anlässlich der Weltmeisterschaft 1990 wurde in Turin das Stadio delle Alpi erbaut, das beiden Turiner Vereinen bis 2006 als Heimstätte diente.

### Stadion

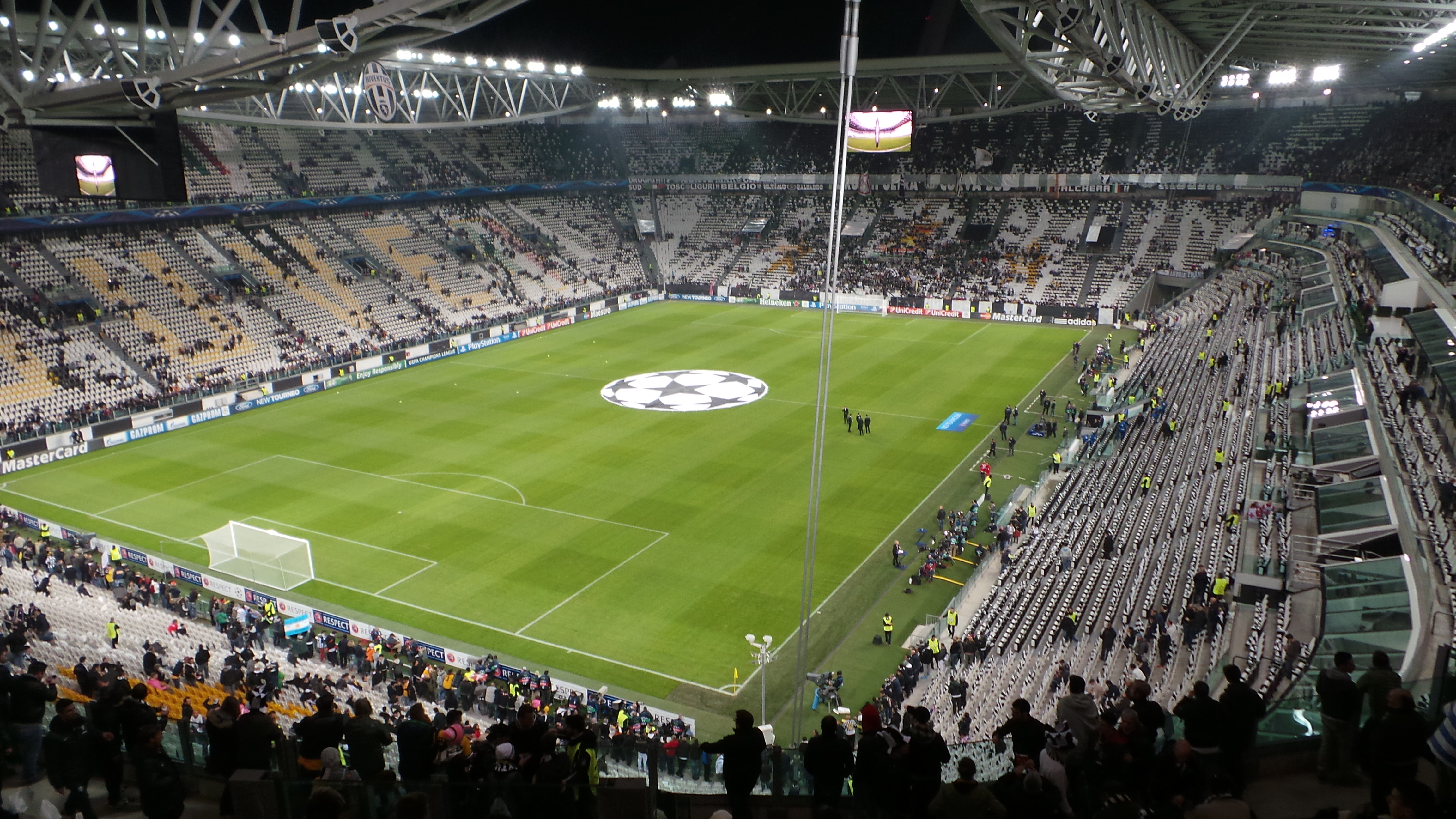
Juventus Stadium (2013)

Juventus Turin präsentierte im Januar 2007 Pläne für ein neues Stadion. Das gesamte Projekt war ursprünglich an die Vergabe der Fußball-Europameisterschaft 2012 an Italien gebunden. Am 18. April 2007 fiel die Vergabe jedoch an Polen und die Ukraine. Der Verein entschied sich dennoch für den Neubau. Der gesamte Komplex wurde 2011 eröffnet und beherbergt das neue Stadion mit über 41.000 Zuschauerplätzen, ein Vereinsmuseum, Restaurants, Fanshops und ein Einkaufszentrum. Die Baukosten beliefen sich auf 155 Millionen Euro.

## Weiteres

### Fans und Anhänger
Die Juventus-Anhänger werden oftmals als gobbi (gobbo italienisch für „Buckliger“), der Verein als vecchia signora (italienisch für „Alte Dame“) bezeichnet. Die Namensgebung beruht auf der Tatsache, dass die Fußballtrikots von Juventus in den 1950er Jahren beim Laufen einen Buckel auf dem Rücken formten.
Regelmäßigen Umfragen zufolge sind über 20 % der Italiener Juventus-Anhänger. In Turin selbst hingegen galt der FC Turin lange Zeit als populärere Mannschaft. In den letzten Jahren ist allerdings eine Kehrtwende zu beobachten, sodass Juventus Turin heute populärer sein dürfte. Dies ist vermutlich auf die seit den 1960er Jahren anhaltende Zuwanderungswelle süditalienischer Immigranten nach Turin zurückzuführen. Auch leidet die Popularität des FC Turin an den anhaltenden sportlichen Misserfolgen. In Mailand hingegen, der Spielstätte der Erzrivalen AC Mailand und Inter Mailand, genießt Juventus ein unerwartet hohes Ansehen. International, so ergab eine Erhebung des Statistikinstitutes Nielsen im Juni 2012, seien über 200 Millionen Menschen Anhänger des Turiner Vereins.
Eine Ultra-Fangruppe nennt sich Drughi.
Der italienische Kardinalstaatssekretär und Juventus-Anhänger Tarcisio Bertone SDB übernahm in der Vergangenheit gelegentlich die Rolle des Stadionkommentators.

### Rivalitäten

#### FC Turin

Spielszene aus dem ersten Derby della Mole im Jahr 1907.

Die Spiele zwischen Juventus Turin und dem Stadtrivalen FC Turin bilden das Derby della Mole. Vor und nach dem Zweiten Weltkrieg war das Derby von großer Bedeutung, da beide Mannschaften regelmäßig um den Titel der Serie A mitspielten. In den letzten 20 Jahren ging der Stellenwert zurück, da der FC Turin nicht mehr an die Erfolge vergangener Tage anknüpfen konnte.

#### Inter Mailand

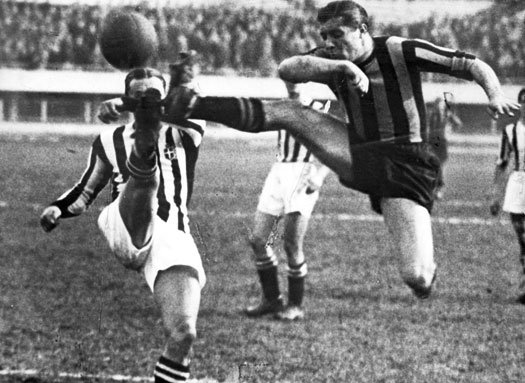
Spielszene aus dem Derby d’Italia um 1933.

Der Begriff Derby d'Italia tauchte erstmals in den 1960ern auf, als Juventus Turin der erfolgreichste Verein in Italien und Inter Mailand der zu dieser Zeit erfolgreichste italienische Verein auf internationaler Ebene war. Kreiert wurde er vom Journalisten Gianni Brera. Seit den Anfängen des italienischen Erstliga-Betriebes waren beide Vereine zusammen mit der AC Mailand regelmäßige Konkurrenten um die italienische Meisterschaft. Außerdem waren Juventus und Inter bis 2006 die einzigen Mannschaften, die seit Gründung der Serie A im Jahr 1929 immer in dieser vertreten waren.

#### AC Mailand

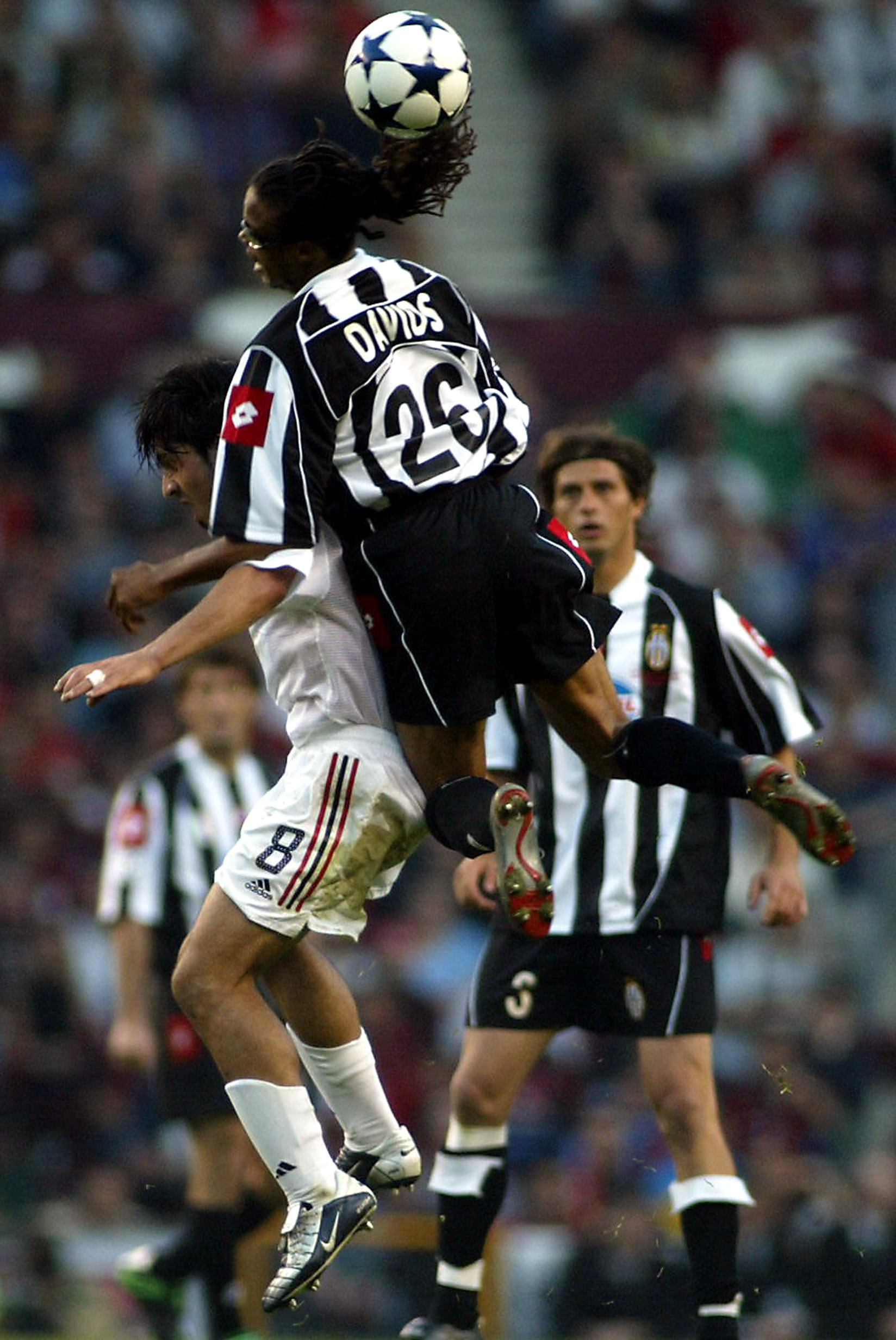
Szene des UEFA-Champions-League-Endspiels 2003 zwischen der AC Mailand und Juventus.

Zu den Klassikern des italienischen Fußballs zählt das Duell zwischen Juventus Turin, dem Rekordmeister der Serie A, und der AC Mailand, dem erfolgreichsten italienischen Verein auf internationaler Ebene.
Bei diesen Partien treffen die beiden italienischen Vereine mit den meisten Titelgewinnen sowie der größten Fangemeinschaft Italiens aufeinander.
Beide Vereine standen sich am 28. Mai 2003 im UEFA-Champions-League-Endspiel gegenüber, das der AC Mailand mit 0:0 nach Verlängerung und 3:2 im Elfmeterschießen gewann.

### Eigentümerschaft
Die Aktionäre der Juventus Football Club S.p.A. sind zu 65,4 Prozent die Exor N.V. (Familie Agnelli) und zu 10,1 Prozent die Lindsell Train Ltd., 24,5 Prozent befinden sich im Streubesitz.

### Ausrüster und Sponsoren
Ausrüster ist seit 2015 der deutsche Sportartikelhersteller Adidas, der Vertrag läuft bis 2027. Aktueller Hauptsponsor von Juventus Turin ist Jeep.
1979 schloss Juventus einen Werbevertrag mit Ariston, die ihren Schriftzug auf den Trikots platzierten. Es folgten UPIM (1989–1992), Danone (1992–1995), Sony (1995–1998), Tele+ (1998–1999), Sony (1999), Tele+ (2000–2001), Fastweb (2001–2002), Tamoil (2002–2004), Sky Italia (2004–2005), Tamoil (2005–2007), New Holland (2007–2010), BetClic (2010–2012) und Jeep (2012–).
| Zeitraum  | Ausrüster | Hauptsponsor                     |
| --------- | --------- | -------------------------------- |
| 1979–1989 | Kappa     | Ariston                          |
| 1989–1992 | Kappa     | UPIM                             |
| 1992–1995 | Kappa     | Danone                           |
| 1995–1998 | Kappa     | Sony                             |
| 1998–1999 | Kappa     | TELE+                            |
| 1999–2000 | Kappa     | Sony, TELE+                      |
| 2000–2001 | Lotto     | TELE+, Sportal.com               |
| 2001–2002 | Lotto     | Fastweb, Tu Mobile               |
| 2002–2003 | Lotto     | Tamoil, Fastweb                  |
| 2003–2004 | Nike      | Tamoil, Fastweb                  |
| 2004–2005 | Nike      | Tamoil, Sky Sport                |
| 2005–2007 | Nike      | Tamoil                           |
| 2007–2010 | Nike      | New Holland (Fiat)               |
| 2010–2012 | Nike      | BetClic, Balocco                 |
| 2012–2015 | Nike      | Jeep (Fiat Chrysler Automobiles) |
| 2015–0000 | Adidas    | Jeep (Fiat Chrysler Automobiles) |

### Vereinsfarben und -wappen
Juventus Turin trägt seit 1903 das charakteristische weiß-schwarze Trikot. Ein englischer Emigrant wollte in jenem Jahr die Mannschaft mit neuer Ausrüstung ausstatten und gab diese in Nottingham in Auftrag. Dort kam es jedoch zu einer Verwechslung und so wurden statt der rosafarbenen Spielerbekleidung schwarz-weiße Trikots des englischen Fußballklubs Notts County nach Italien geliefert.
Das ehemalige, langjährige Vereinswappen in Form eines ovalen Schildes kombinierte die Farben des Vereins und das Wappen der Stadt Turin, es zeigte den Schriftzug Juventus im oberen und einen aufgerichteten Stier im unteren Teil.

1921 bis 1926
1993 bis 2004
2004 bis 2017
2017 bis 2020
Seit 2020

## Erfolge

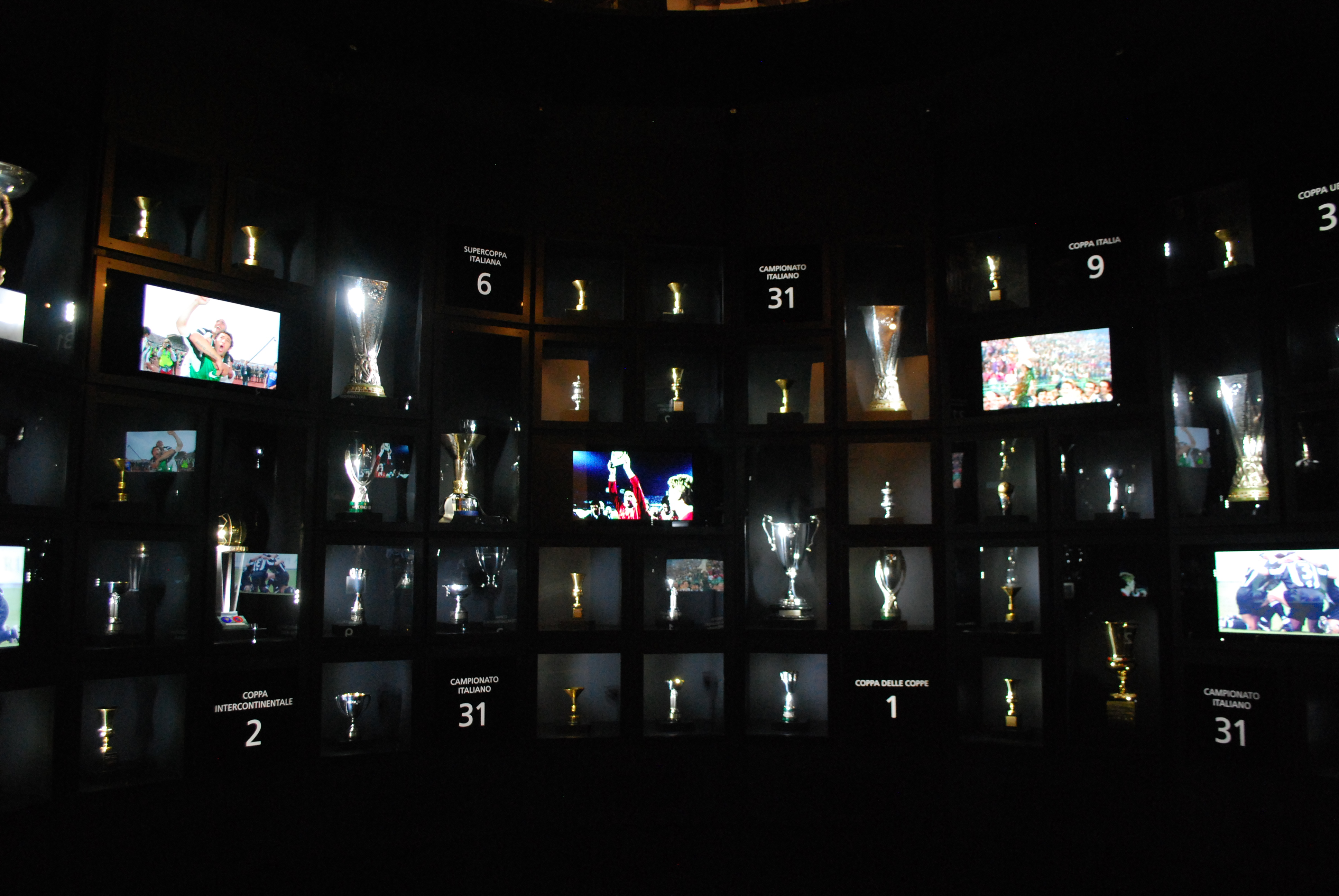
Trophäen im Vereinsmuseum

Juventus Turin zählt zu den erfolgreichsten Fußballvereinen der Welt. Der Verein ist mit 36 Meistertiteln italienischer Rekordmeister. Juventus gelang 1985 mit dem Gewinn des Europapokal der Landesmeister und den Erfolgen im UEFA-Pokal und Europapokal der Pokalsieger in den Jahren zuvor als erstem Fußballverein, alle drei Titel der Europapokal-Wettbewerbe zu gewinnen.
| National                                              | Titel | Saison |
| ----------------------------------------------------- | ----- | --- |
| Italienische Meisterschaft                            | 36    | 1905, 1925/26, 1930/31, 1931/32, 1932/33, 1933/34, 1934/35, 1949/50, 1951/52, 1957/58, 1959/60, 1960/61, 1966/67, 1971/72, 1972/73, 1974/75, 1976/77, 1977/78, 1980/81, 1981/82, 1983/84, 1985/86, 1994/95, 1996/97, 1997/98, 2001/02, 2002/03, 2011/12, 2012/13, 2013/14, 2014/15, 2015/16, 2016/17, 2017/18, 2018/19, 2019/20 |
| Italienischer Pokal                                   | 15    | 1937/38, 1941/42, 1958/59, 1959/60, 1964/65, 1978/79, 1982/83, 1989/90, 1994/95, 2014/15, 2015/16, 2016/17, 2017/18, 2020/21, 2023/24 |
| Italienischer Supercup                                | 9     | 1995, 1997, 2002, 2003, 2012, 2013, 2015, 2018, 2020 |
| International                                         | Titel | Saison |
| Europapokal der Landesmeister / UEFA Champions League | 2     | 1984/85, 1995/96 |
| UEFA-Pokal / UEFA Europa League                       | 3     | 1976/77, 1989/90, 1992/93 |
| UEFA Super Cup                                        | 2     | 1984, 1996 |
| Europapokal der Pokalsieger                           | 1     | 1983/84 |
| UEFA Intertoto Cup                                    | 1     | 1999 |
| Alpenpokal                                            | 1     | 1963 |
| Weltpokal                                             | 2     | 1985, 1996 |

Hinweis: Der Meistertitel von 2004/05 wurde nachträglich aberkannt, der Titel von 2005/06 Inter Mailand zuerkannt.

## Personal

### Aktueller Kader der Saison 2024/25
Stand: 20. August 2025
| Nr.               | Nat.               | Name                | Geburtsdatum      | Im Verein seit | Vertrag bis |
| Torhüter          | Torhüter           | Torhüter            | Torhüter          | Torhüter       | Torhüter    |
| ----------------- | ------------------ | ------------------- | ----------------- | -------------- | ----------- |
| 01                | Italien            | Mattia Perin        | 10. November 1992 | 2018           | 2027        |
| 16                | Italien            | Michele Di Gregorio | 27. Juli 1997     | 2024           | 2029        |
| 23                | Italien            | Carlo Pinsoglio     | 16. März 1990     | 2014           | 2026        |
| Abwehrspieler     |                    |                     |                   |                |             |
| 03                | Brasilien          | Bremer              | 18. März 1997     | 2022           | 2029        |
| 04                | Italien            | Federico Gatti      | 24. Juni 1998     | 2022           | 2030        |
| 06                | England            | Lloyd Kelly         | 6. Oktober 1998   | 2025           | 2029        |
| 15                | Frankreich         | Pierre Kalulu       | 5. Juni 2000      | 2024           | 2029        |
| 24                | Italien            | Daniele Rugani      | 29. Juli 1994     | 2015           | 2026        |
| 25                | Portugal           | João Mário          | 3. Januar 2000    | 2025           | 2030        |
| 27                | Italien            | Andrea Cambiaso     | 20. Februar 2000  | 2023           | 2029        |
| 32                | Kolumbien          | Juan David Cabal    | 8. Januar 2001    | 2024           | 2029        |
| 33                | Portugal           | Tiago Djaló         | 9. April 2000     | 2024           | 2026        |
| 37                | Italien            | Nicolò Savona       | 19. März 2003     | 2021           | 2030        |
| 40                | Schweden           | Jonas Rouhi         | 7. Januar 2004    | 2020           | 2028        |
| Mittelfeldspieler |                    |                     |                   |                |             |
| 05                | Italien            | Manuel Locatelli    | 8. Januar 1998    | 2021           | 2028        |
| 08                | Niederlande        | Teun Koopmeiners    | 28. Februar 1998  | 2024           | 2029        |
| 12                | Brasilien          | Arthur              | 12. August 1996   | 2020           | 2027        |
| 17                | Montenegro         | Vasilije Adžić      | 12. Mai 2006      | 2024           | 2029        |
| 18                | Serbien            | Filip Kostić        | 1. November 1992  | 2022           | 2026        |
| 19                | Frankreich         | Khéphren Thuram     | 26. Mai 2001      | 2024           | 2029        |
| 21                | Italien            | Fabio Miretti       | 3. August 2003    | 2011           | 2028        |
| 22                | Vereinigte Staaten | Weston McKennie     | 28. August 1998   | 2020           | 2026        |
| 26                | Brasilien          | Douglas Luiz        | 9. Mai 1998       | 2024           | 2029        |
| Stürmer           |                    |                     |                   |                |             |
| 07                | Portugal           | Francisco Conceição | 14. Dezember 2002 | 2024           | 2030        |
| 09                | Serbien            | Dušan Vlahović      | 28. Januar 2000   | 2022           | 2026        |
| 10                | Turkei             | Kenan Yıldız        | 4. Mai 2005       | 2022           | 2029        |
| 11                | Argentinien        | Nicolás González    | 6. April 1998     | 2024           | 2029        |
| 14                | Polen              | Arkadiusz Milik     | 28. Februar 1994  | 2022           | 2027        |
| 30                | Kanada             | Jonathan David      | 14. Januar 2000   | 2025           | 2030        |

### Ehemalige Spieler
- Luigi De Agostini
- William Aitken
- Marley Aké
- Carlos Alcaraz
- Sjarhej Alejnikau
- Angelo Alessio
- Alex Sandro
- Luigi Allemandi
- Sergio Bernardo Almirón
- José Altafini
- Alessandro Altobelli
- Dani Alves
- Amauri
- Raffaele Ametrano
- Ugo Amoretti
- Nicola Amoruso
- Pietro Anastasi
- Jorge Andrade
- Nicolas Anelka
- Roberto Anzolin
- Stephen Appiah
- Alberto Aquilani
- Lorenzo Ariaudo
- Gioacchino Armano
- Salvatore Aronica
- Ján Arpáš
- Kwadwo Asamoah
- Emil Audero
- Athirson
- Jonathan Bachini
- Dino Baggio
- Roberto Baggio
- Federico Balzaretti
- Raúl Banfi
- Oreste Barale
- Alberto Barberis
- Enzo Barrenechea
- Rui Barros
- Andrea Barzagli
- Medhi Benatia
- Nicklas Bendtner
- Romeo Benetti
- Rodrigo Bentancur
- Giancarlo Bercellino
- Federico Bernardeschi
- Luigi Bertolini
- Alberto Bertuccelli
- Roberto Bettega
- Raffaele Bianco
- Carlo Bigatto
- Alessandro Birindelli
- Romolo Bizzotto
- Jocelyn Blanchard
- Manuele Blasi
- Richmond Boakye
- Luciano Bodini
- Alfredo Bodoira
- Alen Bokšić
- Friedrich Bollinger
- Ivano Bonetti
- Zbigniew Boniek
- Moise Kean
- Massimo Bonini
- Roberto Boninsegna
- Giampiero Boniperti
- Aldo Giuseppe Borel
- Felice Borel
- Marco Borriello
- Waleri Boschinow
- Ouasim Bouy
- Wiktor Budjanski
- Jean-Alain Boumsong
- Liam Brady
- Massimo Briaschi
- Matteo Brighi
- Sergio Brio
- Helge Christian Bronée
- Marcel Büchel
- Gianluigi Buffon
- Guglielmo Burelli
- Tarcisio Burgnich
- Antonio Cabrini
- Martín Cáceres
- Mattia Caldara
- Umberto Caligaris
- Mauro Camoranesi
- Emre Can
- João Cancelo
- Antonio Candreva
- Enrico Canfari
- Paolo Di Canio
- Fabio Cannavaro
- Alessandro Dal Canto
- Fabio Capello
- Emilio Caprile
- Nicola Caricola
- Fabián Carini
- Pietro Carmignani
- Massimo Carrera
- Pierluigi Casiraghi
- Ernesto Càstano
- Franco Causio
- Filippo Cavalli
- Paolo De Ceglie
- Carlo Ceresoli
- Sergio Cervato
- Luigi Cevenini
- John Charles
- Giorgio Chiellini
- Federico Chiesa
- Antonio Chimenti
- Chinesinho
- Davide Chiumiento
- Renato Cesarini
- Gino Colaussi
- Umberto Colombo
- Kingsley Coman
- Gianpiero Combi
- Nestor Combin
- Antonio Conte
- Eugenio Corini
- Giuseppe Corradi
- Dino da Costa
- Douglas Costa
- Domenico Criscito
- Roberto Crivello
- Antonello Cuccureddu
- Giuseppe Damiani
- Danilo
- Edgar Davids
- Teobaldo Depetrini
- Merih Demiral
- Didier Deschamps
- Koni De Winter
- Diego
- Jack Diment
- Anastasios Donis
- Domenico Donna
- Domenico Durante
- Paulo Dybala
- Albin Ekdal
- Eljero Elia
- Emerson
- Flavio Emoli
- Juan Esnáider
- Marcelo Estigarribia
- Patrice Evra
- Pietro Fanna
- Enrico Fantini
- Vittorio Faroppa
- Eugenio Fascetti
- Erminio Favalli
- Luciano Favero
- Ciro Ferrara
- Giovanni Ferrari
- Rino Ferrario
- Mario Ferraris
- Mario Ferrero
- Vincenzo Fiorillo
- Alfredo Foni
- Daniel Fonseca
- Luigi Forlano
- Andrea Fortunato
- Daniele Fortunato
- Salvatore Fresi
- Giuseppe Furino
- Luca Fusi
- Gianluca Frabotta
- Guglielmo Gabetto
- Gabriel
- Giuseppe Galderisi
- Bruno Garzena
- Daniele Gastaldello
- Mario Genta
- Claudio Gentile
- Emanuele Giaccherini
- Giovanni Giacone
- Guido Gianfardoni
- Giuliano Giannichedda
- Luigi Gibezzi
- Sebastian Giovinco
- Gladstone
- Giovanni Goccione
- Adolfo Gori
- Sergio Gori
- Prince-Désir Gouano
- Corrado Grabbi
- Giuseppe Grabbi
- Fabio Grosso
- Zdeněk Grygera
- Tomás Guzmán
- Helmut Haller
- Kurt Hamrin
- John Hansen
- Karl Aage Hansen
- Thomas Häßler
- Thierry Henry
- Hernanes
- Giuseppe Hess
- Gonzalo Higuaín
- Ferenc Hirzer
- Benedikt Höwedes
- Dean Huijsen
- Vincenzo Iaquinta
- Zlatan Ibrahimović
- Samuel Iling-Junior
- Francesco Imberti
- Ciro Immobile
- Filippo Inzaghi
- Mark Iuliano
- Andreas Isaksson
- Mauricio Isla
- Robert Jarni
- Vladimir Jugović
- Júlio César
- Hans Kämpfer
- Kaio Jorge
- Olivier Kapo
- Moise Kean
- Mihály Kincses
- Dario Knežević
- Giovanni Koetting
- Jürgen Kohler
- Robert Kovač
- Darko Kovačević
- Miloš Krasić
- Michael Laudrup
- Nicola Leali
- Nicola Legrottaglie
- Mario Lemina
- Gianfranco Leoncini
- Stephan Lichtsteiner
- Matthijs de Ligt
- Angelo Di Livio
- Fernando Llorente
- Ugo Locatelli
- Severino Lojodice
- Attilio Lombardo
- Silvio Longobucco
- Lúcio
- Riza Lushta
- Juan Maglio
- Roger Magnusson
- Umberto Malvano
- Rolando Mandragora
- Mario Mandžukić
- Sergio Manente
- Lionello Manfredonia
- Alexander Manninger
- Alberto Marchetti
- Gianpietro Marchetti
- Marco De Marchi
- Marco Marchionni
- Claudio Marchisio
- Enzo Maresca
- Giacomo Mari
- Amos Mariani
- Giancarlo Marocchi
- Domenico Marocchino
- Jorge Andrés Martínez
- Rinaldo Martino
- Andrea Masiello
- Alessandro Matri
- Carlo Mattrel
- Blaise Matuidi
- Massimo Mauro
- Stephy Mavididi
- Bruno Mazzia
- Oreste Mazzia
- Giuseppe Meazza
- Olof Mellberg
- Felipe Melo
- Mario Meneghetti
- Giampaolo Menichelli
- Fabrizio Miccoli
- Marcello Mihalich
- Zoran Mirković
- Andreas Möller
- Cristian Molinaro
- Paolo Montero
- Luis Monti
- Antonio Montico
- Álvaro Morata
- Emiliano Moretti
- Bruno Mora
- Francesco Morini
- Marco Motta
- Ermes Muccinelli
- Federico Munerati
- Adrian Mutu
- Nicolò Napoli
- Pavel Nedvěd
- Nené
- Giacomo Neri
- Neto
- Bruno Nicolè
- Antonio Nocerino
- Adriano Novellini
- Angelo Ogbonna
- Sunday Oliseh
- Rubén Olivera
- Renato Olmi
- Carlo Dell’Omodarme
- Fabián O’Neill
- Alessandro Orlando
- Raimundo Orsi
- Carlo Osti
- Pablo Daniel Osvaldo
- Simone Padoin
- Michele Padovano
- Karl-Erik Palmér
- Virginio De Paoli
- Michele Paramatti
- Matteo Paro
- Carlo Parola
- Cristian Pasquato
- Piero Pastore
- Michele Pazienza
- Fabio Pecchia
- Federico Peluso
- Domenico Penzo
- Simone Pepe
- Roberto Pereyra
- Angelo Peruzzi
- Simone Perrotta
- Gianluca Pessotto
- Alberto Piccinini
- Felice Piccolo
- Alessandro Del Piero
- Massimo Piloni
- Gabriele Pin
- Silvio Piola
- Stefano Pioli
- Andrea Pirlo
- Miralem Pjanić
- Michel Platini
- David Platt
- Johannes Pløger
- Christian Poulsen
- Sergio Porrini
- Karl Aage Præst
- Cesare Prandelli
- Fabio Quagliarella
- Adrien Rabiot
- Ercole Rabitti
- Michelangelo Rampulla
- Aaron Ramsey
- Pietro Rava
- Fabrizio Ravanelli
- Stefan Reuter
- Eduardo Ricagni
- Leandro Rinaudo
- Tomás Rincón
- Enzo Robotti
- Cristiano Ronaldo
- Rômulo
- Humberto Rosa
- Virginio Rosetta
- Giorgio Rossano
- Valerio Lorenzo Rosseti
- Paolo Rossi
- Rubinho
- Ian Rush
- Giovanni Sacco
- Marcelo Salas
- Hasan Salihamidžić
- Sandro Salvadore
- Morgan De Sanctis
- Edwin van der Sar
- Benito Sarti
- Giuliano Sarti
- Luigi Sartor
- Gianluigi Savoldi
- Oleksandr Sawarow
- Ermanno Scaramuzzi
- Gaetano Scirea
- Salvatore Schillaci
- Ezio Sclavi
- Giuseppe Sculli
- Lucidio Sentimenti
- Pietro Serantoni
- Aldo Serena
- Pietro Sernagiotto
- Bruno Siciliano
- Mohamed Sissoko
- Omar Sívori
- Vykintas Slivka
- Luis del Sol
- Frederik Sørensen
- Juan Pablo Sorín
- Matías Soulé
- Paulo Sousa
- Leonardo Spinazzola
- Luciano Spinosi
- Lorenzo Squizzi
- Gino Stacchini
- Guglielmo Stendardo
- Giorgio Stivanello
- Marco Storari
- Massimo Storgato
- Walter Streule
- Stefano Sturaro
- Wojciech Szczęsny
- Alessio Tacchinardi
- Stefano Tacconi
- Roberto Tancredi
- Marco Tardelli
- Roberto Tavola
- Dimas Teixeira
- Carlos Tévez
- Lilian Thuram
- Tiago
- Luca Toni
- Moreno Torricelli
- Armand Traoré
- Vincenzo Traspedini
- Roberto Tricella
- David Trezeguet
- Igor Tudor
- Joel Untersee
- Marco Di Vaio
- Cesare Valinasso
- Jess Vanstrattan
- Carlo Vittorio Varetti
- Giovanni Varglien
- Mario Varglien
- Giuseppe Vavassori
- Giovanni Vecchina
- Vinicio Verza
- Gianluca Vialli
- Arturo Vidal
- Patrick Vieira
- Pietro Vierchowod
- Christian Vieri
- Beniamino Vignola
- Fernando Viola
- Giovanni Viola
- József Viola
- Pietro Paolo Virdis
- Pasquale Vivolo
- Antonio Vojak
- Oliviero Vojak
- Mirko Vučinić
- Čestmír Vycpálek
- Paul Arnold Walty
- Marcelo Zalayeta
- Gianluca Zambrotta
- Cristiano Zanetti
- Simone Zaza
- Jonathan Zebina
- Cristian Zenoni
- Ilyas Zetulayev
- Zinédine Zidane
- Gianfranco Zigoni
- Dino Zoff
- Enea Zuffi

### Spielerrekorde
Stand: Saisonende 2023/24; Alle Pflichtspiele und -tore; Spieler, die noch aktiv sind, werden fett dargestellt.
Rekordspieler

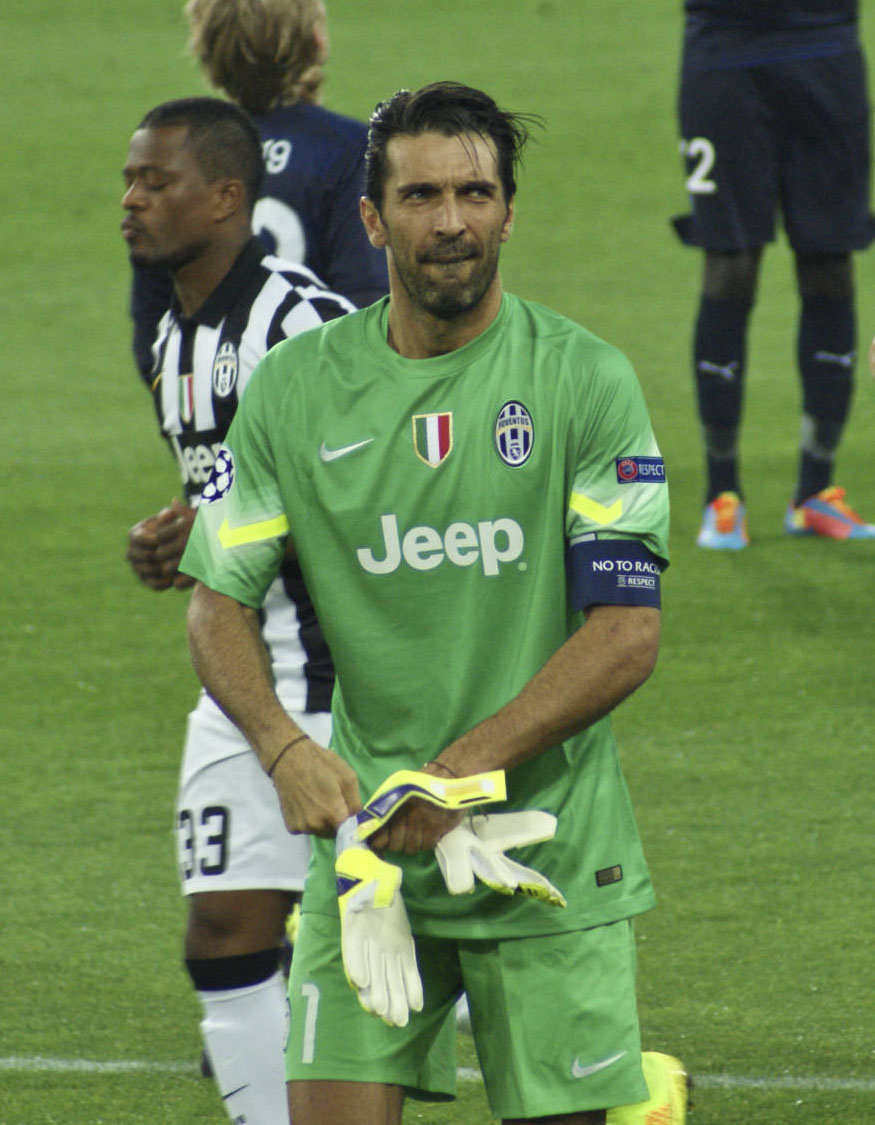
Gianluigi Buffon

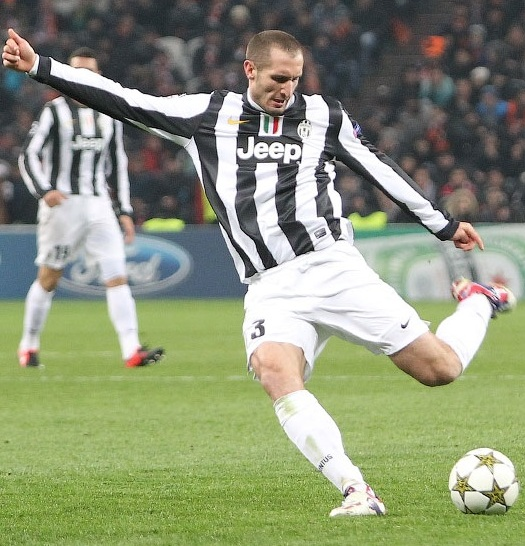
Giorgio Chiellini

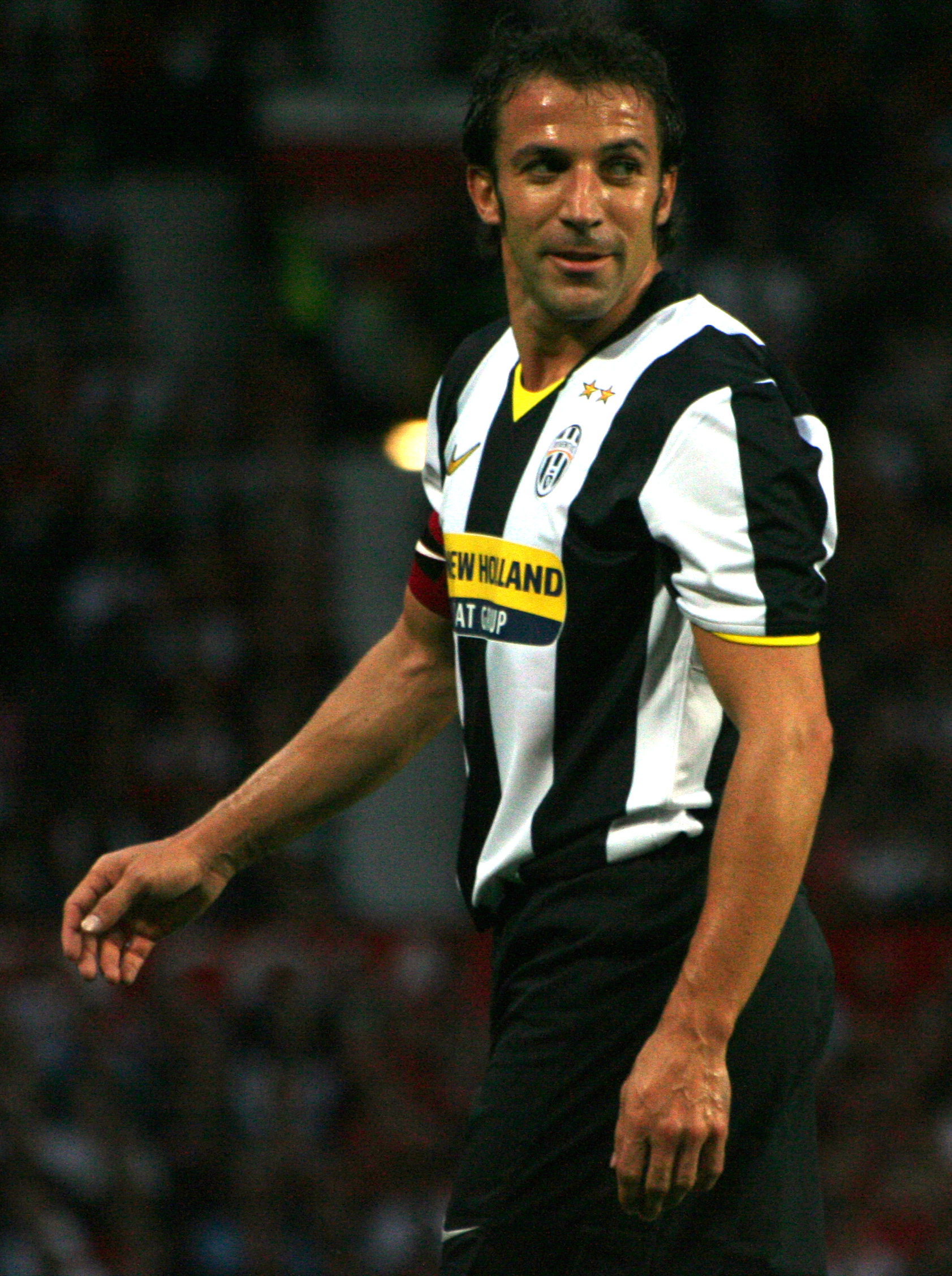
Alessandro Del Piero

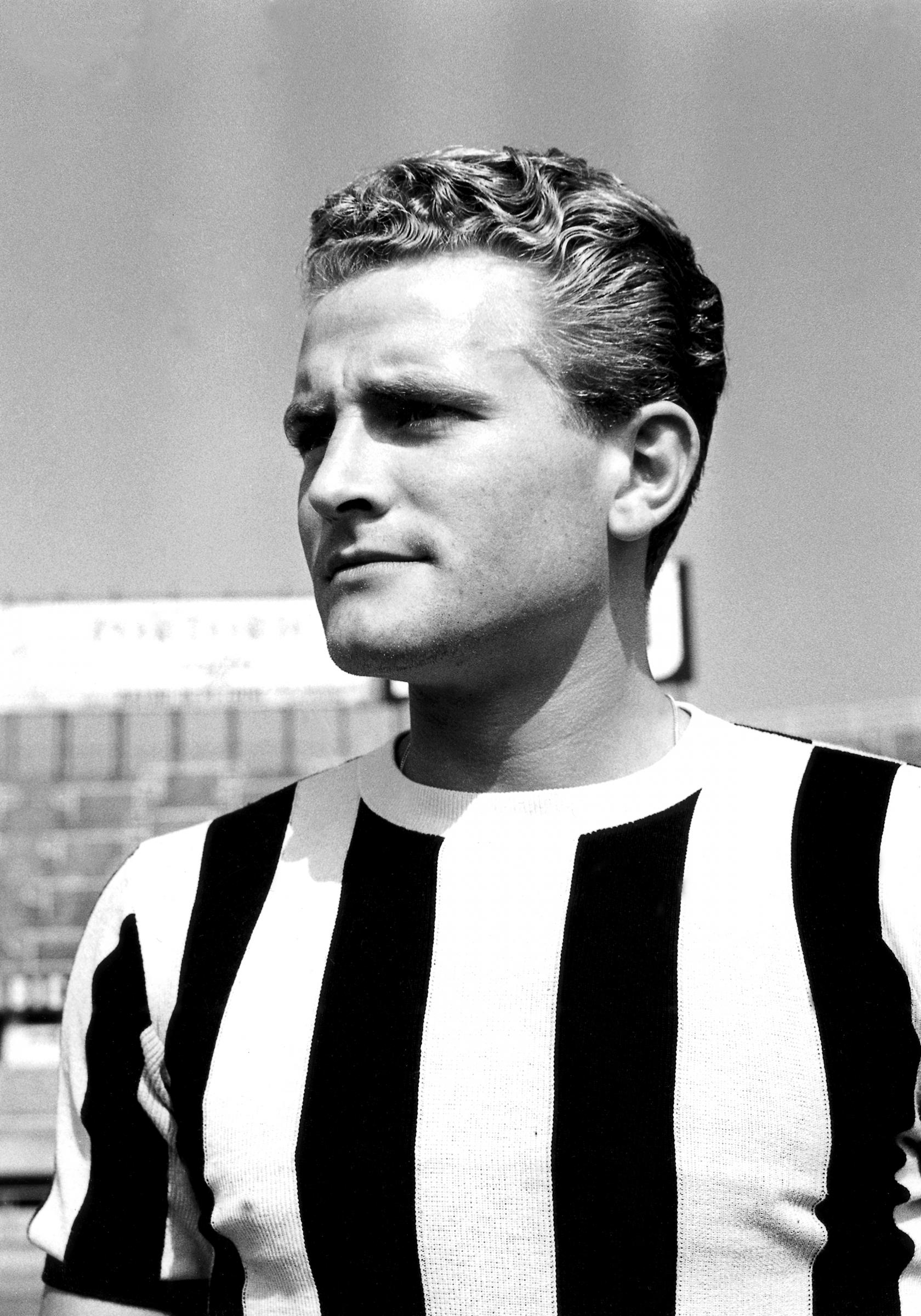
Giampiero Boniperti

- In allen Wettbewerben: Alessandro Del Piero, 705.[17]
- Italienische Liga: Gianluigi Buffon, 518.
- Italienischer Pokal: Giuseppe Furino, 89.
- Italienischer Supercup: Gianluigi Buffon, 8.
- Europapokal: Alessandro Del Piero, 127.
- Jüngster Spieler der 1. Mannschaft: Piero Pastore, 15 Jahre und 222 Tage.
- Ältester Spieler der 1. Mannschaft: Gianluigi Buffon, 43 Jahre und 26 Tage.
- Längste Karriere im Verein: Alessandro Del Piero, 19 Jahre.

|    | Name                 | Zeitraum            | Liga | Pokal | Europapokal | Sonstige | Gesamt |
| -- | -------------------- | ------------------- | ---- | ----- | ----------- | -------- | ------ |
| 01 | Alessandro Del Piero | 1993–2012           | 513  | 56    | 127         | 9        | 705    |
| 02 | Gianluigi Buffon     | 2001–2018 2019–2021 | 526  | 25    | 126         | 8        | 685    |
| 03 | Giorgio Chiellini    | 2005–2022           | 425  | 37    | 92          | 7        | 561    |
| 04 | Gaetano Scirea       | 1974–1988           | 377  | 88    | 85          | 2        | 552    |
| 05 | Giuseppe Furino      | 1969–1984           | 361  | 89    | 78          | 0        | 528    |
| 06 | Leonardo Bonucci     | 2010–2017 2018–2023 | 357  | 36    | 102         | 7        | 502    |
| 07 | Roberto Bettega      | 1971–1983           | 326  | 74    | 71          | 1        | 482    |
| 08 | Dino Zoff            | 1972–1983           | 330  | 74    | 71          | 1        | 476    |
| 09 | Giampiero Boniperti  | 1946–1961           | 443  | 13    | 3           | 0        | 459    |
| 10 | Sandro Salvadore     | 1963–1974           | 331  | 56    | 62          | 1        | 450    |

Rekordtorschützen
- In allen Wettbewerben: Alessandro Del Piero, 290.[18]
- Italienische Liga: Alessandro Del Piero, 208.
- Italienischer Pokal: Pietro Anastasi, 30.
- Italienischer Supercup: Paulo Dybala, 4.
- Europapokal: Alessandro Del Piero, 51.
- Meiste Tore in einer Saison: Felice Borel, 31 (1933/34).

|    | Name                 | Zeitraum            | Liga | Pokal | Europapokal | Sonstige | Gesamt |
| -- | -------------------- | ------------------- | ---- | ----- | ----------- | -------- | ------ |
| 01 | Alessandro Del Piero | 1993–2012           | 208  | 25    | 51          | 6        | 290    |
| 02 | Giampiero Boniperti  | 1946–1961           | 178  | 1     | 0           | 0        | 179    |
| 03 | Roberto Bettega      | 1970–1983           | 129  | 22    | 27          | 0        | 178    |
| 04 | David Trezeguet      | 2000–2010           | 138  | 2     | 30          | 1        | 171    |
| 05 | Omar Sívori          | 1957–1965           | 135  | 24    | 8           | 0        | 167    |
| 06 | Felice Borel         | 1932–1941 1942–1946 | 138  | 9     | 11          | 0        | 158    |
| 07 | Pietro Anastasi      | 1968–1976           | 78   | 30    | 22          | 0        | 130    |
| 08 | John Hansen          | 1948–1954           | 124  | 0     | 0           | 0        | 124    |
| 09 | Roberto Baggio       | 1990–1995           | 78   | 14    | 22          | 1        | 115    |
| 10 | Paulo Dybala         | 2015–2022           | 82   | 11    | 18          | 4        | 115    |

### Trainerhistorie

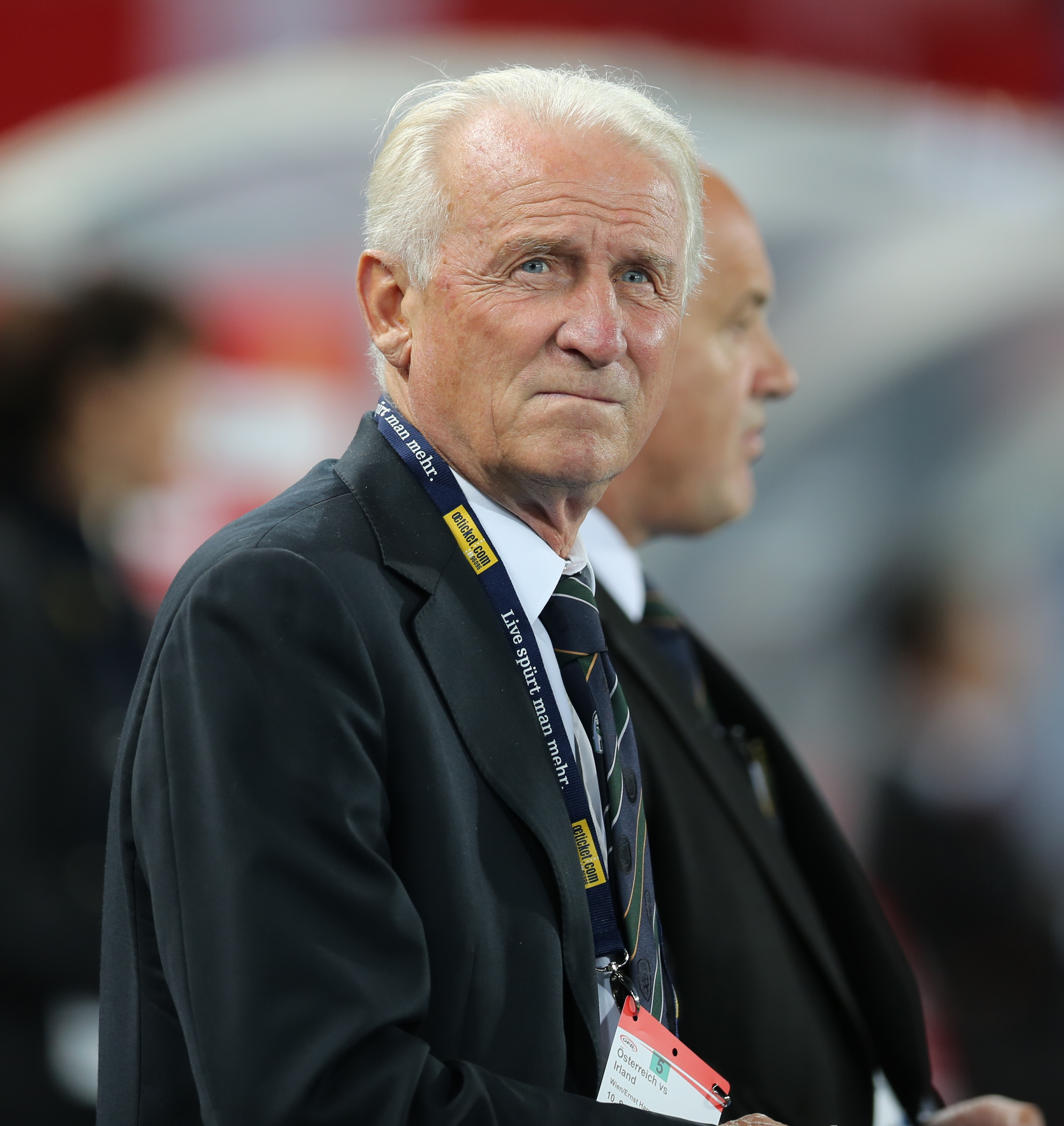
Giovanni Trapattoni

- Erster Trainer: Jenő Károly, von 1923 bis 1926.[19]
- Längste Amtszeiten:
  - Eine Amtszeit: Giovanni Trapattoni, 10 Jahre, von 1976 bis 1986.[19]
  - Mehrere Amtszeiten: Giovanni Trapattoni, 13 Jahre, von 1976 bis 1986 und 1991 bis 1994.[19]
- Die meisten Spiele als Trainer: Giovanni Trapattoni trainierte den Verein über 596 Spiele.[20]
- Die meisten Titel als Trainer: Giovanni Trapattoni, 14.[21]

| Amtszeit  | Name              |
| --------- | ----------------- |
| 1923–1926 | Jenő Károly       |
| 1927–1929 | József Viola      |
| 1929–1930 | William Aitken    |
| 1930–1935 | Carlo Carcano     |
| 1935      | Carlo Bigatto     |
| 1935–1939 | Virginio Rosetta  |
| 1939–1940 | Umberto Caligaris |
| 1940–1941 | Federico Munerati |
| 1941–1942 | Giovanni Ferrari  |
| 1942      | Luis Monti        |
| 1942–1943 | Felice Borel      |
| 1943–1945 | kein Spielbetrieb |
| 1945–1946 | Felice Borel      |
| 1946–1948 | Renato Cesarini   |
| 1948–1949 | William Chalmers  |
| 1949–1951 | Jesse Carver      |
| 1951      | Luigi Bertolini   |
| 1951–1953 | György Sárosi     |
| 1953–1955 | Aldo Olivieri     |
| 1955–1957 | Sandro Puppo      |

| Amtszeit  | Name                          |
| --------- | ----------------------------- |
| 1957–1959 | Ljubiša Broćić                |
| 1959      | Teobaldo Depetrini            |
| 1959–1961 | Renato Cesarini               |
| 1961      | Carlo Parola                  |
| 1961      | Gunnar Gren Július Korostelev |
| 1961–1962 | Carlo Parola                  |
| 1962–1964 | Paulo Amaral                  |
| 1964      | Eraldo Monzeglio              |
| 1964–1969 | Heriberto Herrera             |
| 1969–1970 | Luis Carniglia                |
| 1970      | Ercole Rabitti                |
| 1970–1971 | Armando Picchi                |
| 1971–1974 | Čestmír Vycpálek              |
| 1974–1976 | Carlo Parola                  |
| 1976–1986 | Giovanni Trapattoni           |
| 1986–1988 | Rino Marchesi                 |
| 1988–1990 | Dino Zoff                     |
| 1990–1991 | Luigi Maifredi                |
| 1991–1994 | Giovanni Trapattoni           |

| Amtszeit  | Name                 |
| --------- | -------------------- |
| 1994–1999 | Marcello Lippi       |
| 1999–2001 | Carlo Ancelotti      |
| 2001–2004 | Marcello Lippi       |
| 2004–2006 | Fabio Capello        |
| 2006–2007 | Didier Deschamps     |
| 2007      | Giancarlo Corradini  |
| 2007–2009 | Claudio Ranieri      |
| 2009–2010 | Ciro Ferrara         |
| 2010      | Alberto Zaccheroni   |
| 2010–2011 | Luigi Delneri        |
| 2011–2014 | Antonio Conte        |
| 2014–2019 | Massimiliano Allegri |
| 2019–2020 | Maurizio Sarri       |
| 2020–2021 | Andrea Pirlo         |
| 2021–2024 | Massimiliano Allegri |
| 2024–2025 | Thiago Motta         |
| 2025–     | Igor Tudor           |

### Präsidentenhistorie

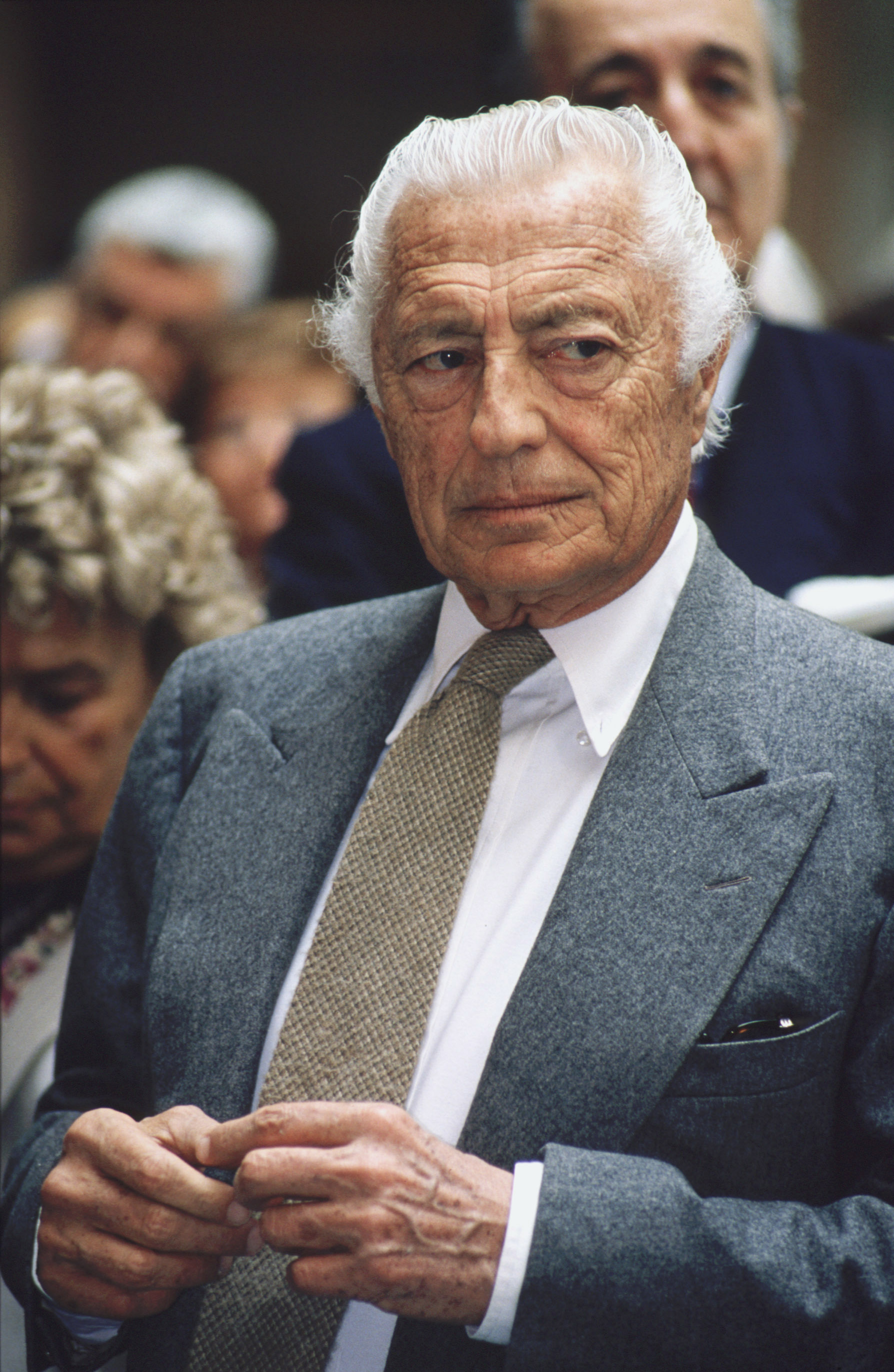
Giovanni Agnelli (1986)

| Amtszeit  | Name                                              |
| --------- | ------------------------------------------------- |
| 1897–1898 | Eugenio Canfari                                   |
| 1898–1899 | Enrico Canfari                                    |
| 1899      | Antonio Villanova                                 |
| 1899–1901 | Ugo Botto                                         |
| 1901–1902 | Carlo Favale                                      |
| 1903–1904 | Giacomo Parvopassu                                |
| 1905–1906 | Alfredo Dick                                      |
| 1906–1909 | Carlo Vittorio Varetti                            |
| 1909      | Riccardo Gianoli                                  |
| 1909–1911 | Umberto Malvano                                   |
| 1911–1912 | Attilio Ubertalli                                 |
| 1913–1915 | Giuseppe Hess                                     |
| 1915–1916 | Gioacchino Armano Fernando Nizza Teresio Zambelli |
| 1916–1920 | Corradino Corrado                                 |
| 1920–1923 | Gino Olivetti                                     |
| 1923–1935 | Edoardo Agnelli                                   |
| 1935–1936 | Enrico Craveri Giovanni Mazzonis Andrea Remmert   |

| Amtszeit  | Name                                                            |
| --------- | --------------------------------------------------------------- |
| 1936–1945 | Emilio de la Forest de Divonne                                  |
| 1945–1947 | Piero Dusio                                                     |
| 1947–1954 | Giovanni Agnelli                                                |
| 1954–1955 | Enrico Craveri Giovanni Battista Cravetto Marcello Giustiniani  |
| 1955      | Umberto Agnelli Giovanni Battista Cravetto Marcello Giustiniani |
| 1955–1962 | Umberto Agnelli                                                 |
| 1962–1971 | Vittore Catella                                                 |
| 1971–1990 | Giampiero Boniperti                                             |
| 1990–2003 | Vittorio Caissotti di Chiusano                                  |
| 2003–2006 | Franzo Grande Stevens                                           |
| 2006–2009 | Giovanni Cobolli Gigli                                          |
| 2009–2010 | Jean-Claude Blanc                                               |
| 2010–2022 | Andrea Agnelli                                                  |
| 2023–     | Gianluca Ferrero                                                |

## Zweite Mannschaft (Juventus Next Gen)
Zur Saison 2018/19 wurde mit der U23 eine zweite Herrenmannschaft in der drittklassigen Serie C gemeldet, die mittlerweile als Juventus Next Gen firmiert. Die Mannschaft gewann in der Spielzeit 2019/20 die Coppa Italia Serie C.

## Mannschaft der Frauen
Die Fußballmannschaft der Frauen besteht seit 2017 und gewann seit der Spielzeit 2017/18 fünfmal in Folge die Italienische Meisterschaft, sowie 2018/19 den Italienischen Pokal.

## Auszeichnungen
Die italienische Sportzeitung Gazzetta dello Sport wählte den Fußballklub in den Jahren 1985, 1996, 2013, 2015 und 2017 zu „Italiens Mannschaft des Jahres“, 1985 außerdem zur „Weltmannschaft des Jahres“.